# الیزابت دوم
الیزابت دوم (انگلیسی: Elizabeth II)؛ با نام کامل الیزابت الکساندرا مری (انگلیسی: Elizabeth Alexandra Mary)؛ ۲۱ آوریل ۱۹۲۶ – ۸ سپتامبر ۲۰۲۲) از ۶ فوریهٔ ۱۹۵۲ تا زمان مرگش در ۲۰۲۲ ملکهٔ پادشاهی بریتانیا و دیگر قلمروهای مشترک‌المنافع بود. او در طول زندگی‌اش ملکهٔ حاکم ۳۲ قلمرو بود و تا زمان مرگش به ۱۵ قلمرو رسید. سلطنت ۷۰ سال و ۲۱۴ روزهٔ او طولانی‌ترین مدت زمان سلطنت در پادشاهی بریتانیا است.
الیزابت در می‌فر لندن زاده شد. او بزرگ‌ترین فرزند دوک و دوشس یورک (بعدها شاه جرج ششم و ملکه همنشین الیزابت) بود. پدر او زمانی که برادرش شاه ادوارد هشتم در سال ۱۹۳۶ پس از یک بحران قانونی مجبور به استعفا شد، به سلطنت رسید و با پادشاهی او، الیزابت به وارث مقدر امپراتوری بریتانیا تبدیل گردید. او به‌صورت خصوصی در خانه تحصیل کرد و از آغاز جنگ جهانی دوم چندی از وظایف عمومی خانوادهٔ سلطنتی را برعهده گرفت و در طول جنگ در نیروی کمکی خدمت قلمرویی خدمت کرد. در ۱۹۴۷، او با شاهزاده فیلیپ، دوک ادینبرو، شاهزادهٔ سابق یونان و دانمارک ازدواج کرد که حاصل ازدواجشان چهار فرزند بود: چارلز سوم، شاهدخت آن، شاهزاده اندرو و شاهزاده ادوارد.
الیزابت با درگذشت پدرش در فوریهٔ ۱۹۵۲ رئیس اتحادیه کشورهای همسود و ملکهٔ سلطنتی هفت کشور مستقل مشترک‌المنافع شد: بریتانیا، کانادا، استرالیا، نیوزیلند، آفریقای جنوبی، پاکستان و سیلان. در دورهٔ فرمانروایی او به‌عنوان یک ملکهٔ مشروطه، تغییرات سیاسی عمده‌ای به وقوع پیوستند، از جمله تفویض قدرت به دولت‌های محلی در بریتانیا، انتقال حاکمیت ملی کانادا به این کشور از بریتانیا و استعمارزدایی از آفریقا. بین سال‌های ۱۹۵۶ و ۱۹۹۲ تعداد قلمروهای او با استقلال یافتن آن‌ها تغییر کرد، از جمله آفریقای جنوبی، پاکستان و سیلان (که بعدها سریلانکا نامیده شد) جمهوری شدند. سفرها و دیدارهای تاریخی پرشمار او از جمله بازدید رسمی از جمهوری ایرلند و دیدار با پنج پاپ است. از جمله رخدادهای شایان‌توجه شامل تاج‌گذاری او در سال ۱۹۵۳ و جشن گرفتن جوبیلی‌های نقره‌ای، طلایی، الماسی و پلاتینی او بوده‌است. او طولانی‌ترین دورهٔ فرمانروایی و درازترین عمر را در بین حکمرانان بریتانیا داشت؛ و طولانی‌ترین دورهٔ سلطنت را بین ملکه‌های سلطنتی و حاکمان زن جهان داشته و پیرترین رهبر در جهان و قدیمی‌ترین پادشاه جهان بود. وی همچنین رئیس عالی کلیسای انگلستان و مدافع ایمان در برخی از کشورهای قلمرویش نیز بود.
الیزابت گهگاه با جنبش‌های جمهوری‌خواهی و انتقادات رسانه‌ای از خانوادهٔ سلطنتی روبه‌رو شد؛ از جمله این دفعات پس از طلاق‌های فرزندانش، در «سال فاجعه‌بار» ۱۹۹۲ و مرگ عروس سابقش، شاهدخت دایانای ولز بوده‌است. با این همه، در بریتانیا محبوبیت نظام سلطنت و شخص الیزابت معمولاً بالا بوده‌است. او در ۹۶ سالگی پس از ۷۰ سال سلطنت درگذشت و پسر بزرگش، چارلز سوم، جانشین او شد.

## کودکی
الیزابت الکساندرا مری وینزر در ساعت ۰۲:۴۰ به وقت گرینویج در ۲۱ آوریل ۱۹۲۶ در زمان پادشاهی پدربزرگش، شاه جرج پنجم زاده شد. پدرش، دوک یورک که بعدها با نام شاه جرج ششم به پادشاه رسید، دومین پسر پادشاه بود. مادرش، دوشس یورک که پس از به پادشاهی رسیدن جرج ششم با نام ملکه الیزابت، ملکهٔ پادشاهی متحد شد، کوچک‌ترین دختر یک اشراف‌زاده اسکاتلندی به نام لرد گلامیس بود. الیزابت پس از یک عمل سزارین در خانه پدربزرگ مادری‌اش در پلاک ۱۷ خیابان بروتون در می‌فر لندن زاده شد. او توسط اسقف اعظم یورک کوسمو گوردون لانگ در کاخ باکینگهام در ۲۹ مه تعمید داده شد و مانند مادرش الیزابت، مانند مادر جرج پنجم الکساندرا و مانند مادربزرگ پدری‌اش مری نام گرفت. نزدیکانش او را «لیلیبت» می‌خواندند زیرا نخستین بار نام خودش را اینگونه تلفظ کرده بود. پدربزرگش جرج پنجم او را بسیار دوست می‌داشت و در جریان بیماری جدی پادشاه در سال ۱۹۲۹، ملاقات‌های مرتب او با جرج پنجم مورد توجه خبرنگاران قرار گرفت و زندگی‌نامه‌نویسان آن ملاقات‌ها را در بهبود حال پادشاه اثرگذار دانستند.
الیزابت تنها یک خواهر داشت، شاهدخت مارگارت که در ۱۹۳۰ زاده شده بود. این دو شاهدخت در خانه و تحت نظر مادرشان و مربیشان ماریون کرافورد درس خواندند. این درس‌ها شامل تاریخ، زبان، ادبیات و موسیقی بود. کرافورد در سال ۱۹۵۰ یک زندگی‌نامه در رابطه با کودکی مارگارت و الیزابت چاپ کرد و آن را شاهدختان کوچک نام نهاد که باعث ناراحتی خانواده سلطنتی شد. این کتاب دربارهٔ علاقه الیزابت به اسب‌ها، سگ‌ها، انضباط او و مسئولیت‌پذیری او سخن گفته‌است. دیگران هم نظرات مشابهی داده‌اند: وینستون چرچیل زمانی که او دو ساله بود «روحیهٔ اقتدار و تأمل‌پذیری او» را برای یک نوزاد خیره‌کننده دانست و دخترخاله‌اش مارگارت رودز او را «دختر کوچولوی شوخ‌طبع، اما اساساً معقول و خوش‌رفتار» توصیف کرد.

## وارث امپراتوری
در زمان پادشاهی پدربزرگش، الیزابت سومین نفر در خط جانشینی تاج و تخت پادشاهی بریتانیا بود؛ پس از عمویش ادوارد و پدرش. اگرچه تولد الیزابت توجه جامعه را برانگیخت، کسی انتظار نداشت او ملکه شود، زیرا ادوارد هنوز جوان بود و در آینده می‌توانست ازدواج کند و صاحب فرزند شود؛ نتیجتاً جایگاه الیزابت در خط جانشینی تنزل یابد. زمانی که پدربزرگش در ۱۹۳۶ درگذشت و عمویش با نام ادوارد هشتم پادشاه شد، الیزابت به دومین نفر در خط جانشینی پس از پدرش تبدیل شد. همان سال، ادوارد تصمیم گرفت با والیس سیمپسون که یک زن مطلقه بود ازدواج کند؛ این موضوع منجر به بحرانی قانونی شد و در نهایت پادشاه مجبور به استعفا گردید. در نتیجه، پدر الیزابت به پادشاهی رسید و او نیز به وارث مقدر تبدیل شد. به دلیل قانون حق اولویت نخستین ذکور، در صورتی که صاحب برادری می‌شد، برادرش به وارث بلافصل بدل می‌شد و در خط جانشینی بالاتر از الیزابت قرار می‌گرفت.
پس از آن، هنری مارتن از کالج ایتن به او در مبحث تاریخ مشروطه آموزش داد و زبان فرانسوی را از چند مربی فرانسوی‌زبانش آموخت. یک گروه پیشاهنگی از دختران هم‌سنش به نام گروه نخست کاخ باکینگهام تشکیل شد تا الیزابت بتواند با هم‌سالانش وقت‌گذرانی کند.
در ۱۹۳۹ که پادشاه و ملکه برای بازدید از کانادا راهی شدند، الیزابت در بریتانیا ماند؛ زیرا پدرش تصور می‌کرد که او برای حضور در یک بازدید عمومی خیلی کوچک است. او در زمان رفتن والدینش «گریان» بود. آن‌ها در جریان این بازدید مرتباً با یکدیگر از طریق نامه‌نگاری در ارتباط بودند. همچنین نخستین تماس تلفنی سلطنتی ترا-اطلس – از آن سوی اقیانوس به سوی دیگر – میان الیزابت و والدینش انجام پذیرفت.

### جنگ جهانی دوم

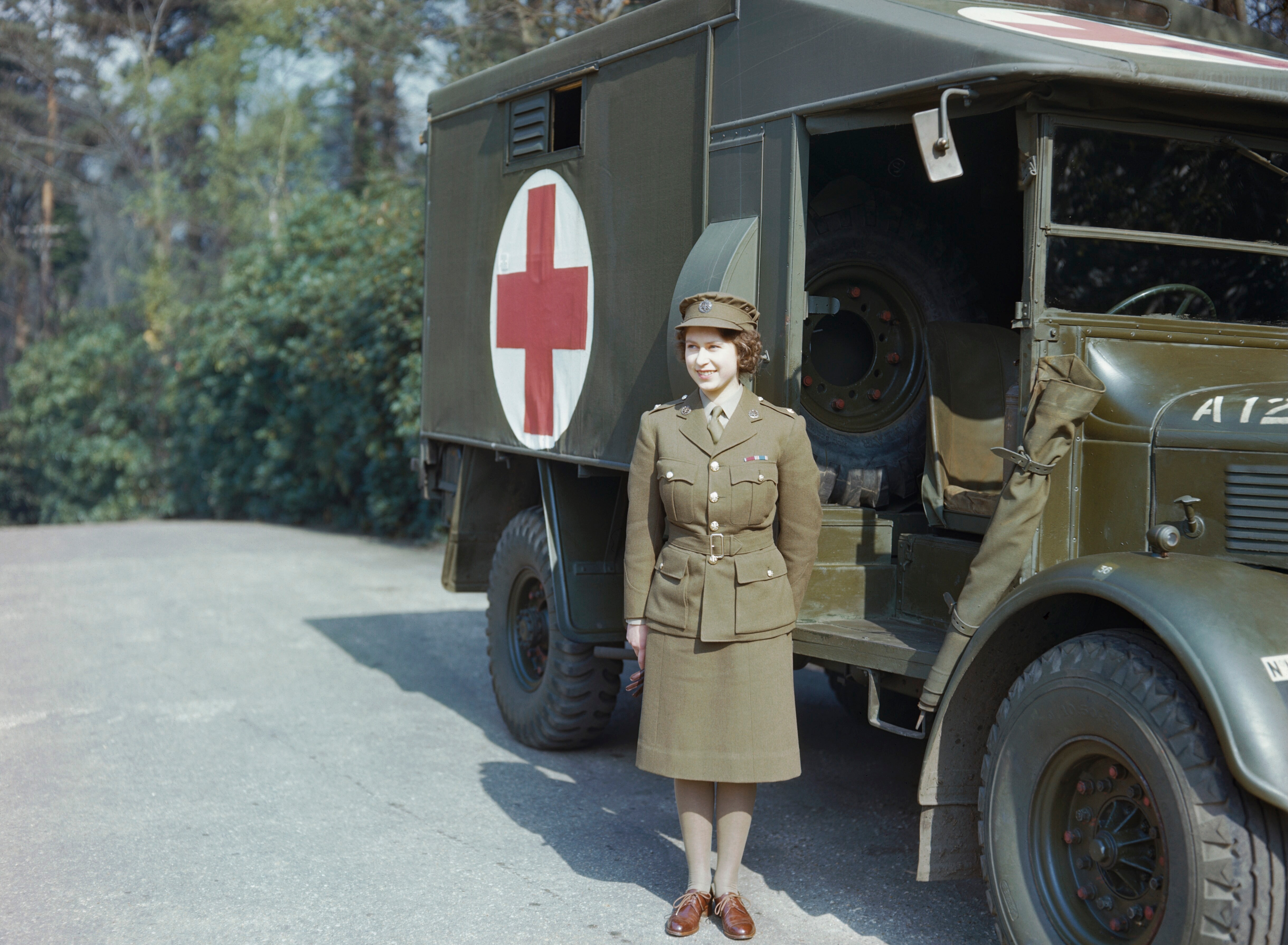
شاهدخت الیزابت در یونیفرم نیروی کمکی

در سپتامبر ۱۹۳۹، بریتانیا وارد جنگ جهانی دوم شد. لرد هیلشام پیشنهاد کرد که الیزابت و مارگارت برای دوری از بمباران‌های پیاپی لندن به کانادا منتقل شوند. اما مادر آن‌ها مخالفت کرد: «بچه‌ها بدون من نخواهند رفت. من بدون پادشاه نخواهم رفت و پادشاه هرگز نخواهد رفت.» نتیجتاً آن‌ها را به قلعه بالمورال در اسکاتلند بردند و سپس در کریسمس ۱۹۳۹ راهی کاخ ساندرینگهام در نورفولک شدند. از فوریه تا مه ۱۹۴۰، آن‌ها در رویال لُج در وینزر ماندند و بعد از آن به قلعه وینزر رفتند و پنج سال آینده را در آنجا سپری کردند. در ۱۹۴۰، الیزابت که چهارده ساله بود، نخستین مصاحبه رادیویی‌اش را با بی‌بی‌سی در برنامه ساعت بچه‌ها انجام داد؛ او خطاب به سایر کودکانی که درحال ترک شهرها بودند، گفت: «ما تلاش می‌کنیم هرچه در توان داریم برای کمک به ملوانان، سربازان و خلبانان دلیرمان انجام دهیم و همچنین تلاش می‌کنیم که سهم خودمان از خطر و غم جنگ را بپذیریم. ما، تک‌تک ما، می‌دانیم که در آخر، همه سالم خواهند بود.»
در ۱۹۴۳، در بازدیدی از گارد گرندیه که خود در سال قبل به عنوان یکی از سرهنگ‌های آن انتخاب شده بود، الیزابت برای نخستین بار به تنهایی در انظار عمومی ظاهر شد. پس از این‌که ۱۸ ساله شد، پارلمان قوانین را تغییر داد تا او بتواند در زمان ناتوانی یا غیبت پدرش، مانند زمان حضور شاه در ایتالیا در ژوئیه ۱۹۴۴، به عنوان یکی از پنج مشاور دولت عمل کند. در فوریه ۱۹۴۵، الیزابت با شماره خدمت ۲۳۰۸۷۳ به صورت افتخاری به عنوان افسر دوم در نیروی کمکی خدمت قلمرویی انتخاب شد. او به عنوان یک راننده و مکانیک تعلیم دید و پنج ماه بعد به صورت افتخاری عنوان فرمانده کهتر (معادل زنانه سروان) را دریافت کرد.

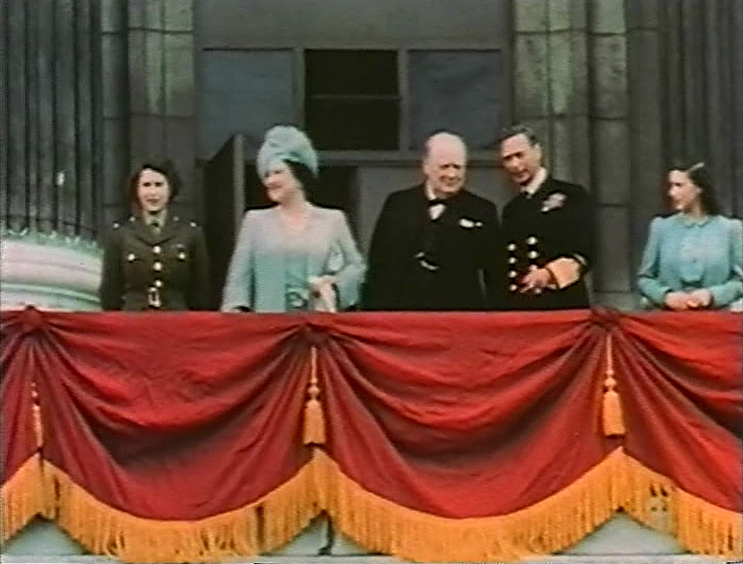
روز پیروزی در اروپا. الیزابت (سمت چپ) در کنار خانواده‌اش و چرچیل.

در روز پیروزی در اروپا الیزابت و مارگارت به صورت ناشناس وارد جمعیتی که برای جشن به خیابان‌ها رفته بودند، شدند. او بعدها در یک مصاحبه عنوان کرد که «ما از والدینمان پرسیدیم که آیا می‌توانیم برویم و خودمان ببینیم؟ به یاد دارم که وحشت‌زده بودیم که نکند شناسایی شویم… خطوط مردم غریبه‌ای که به سمت وایت‌هال می‌رفتند را به یاد دارم. همه در یک موج آسودگی و خوشحالی در حرکت بودیم.»
در جریان جنگ، تلاش‌هایی انجام گرفت که ملی‌گرایی ولزی را با پیونددهی الیزابت به ولز سرکوب کنند. نقشه‌هایی مانند انتخاب او به عنوان پاسبان قلعه کرناروون یا پشتیبان اتحادیه جوانان ولزی، به خاطر دلایل مختلف از جمله بیم از ارتباط الیزابت با جنبش‌های مخالفت با سربازی با موافقت روبرو نشدند. سیاستمداران ولزی پیشنهاد دادند که در روز تولد ۱۸ سالگی‌اش، به عنوان «شاهدخت ولز» انتخاب شود. هربرت موریسون، وزیر کشور، از این ایده استقبال کرد، اما پادشاه با آن مخالف بود زیرا این عنوان را منحصر به همسر شاهزاده ولز می‌دانست و شاهزاده ولز همیشه وارث بلافصل تاج و تخت بود. در ۱۹۴۶، او به عضویت گورسد (جامعه) باردهای (نوعی قصه‌گو در فرهنگ گالی) ولزی در ایستفود (نوعی فستیوال هنری در ولز) ملی ولز درآمد.
شاهدخت الیزابت در ۱۹۴۷ به نخستین تور فرادریایی خود سفر کرد و در بازدید از آفریقای جنوب همراه والدین خود بود. در جریان این تور، او در تولد ۲۱ سالگی خود در مصاحبه‌ای با اتحادیه کشورهای مشترک‌المنافع بریتانیا گفت: «در برابر همه شما اعلام می‌کنم که تمام زندگی‌ام را، چه طولانی باشد و چه کوتاه، وقف خدمت به شما و خدمت به خانواده سلطنتی بزرگمان که همه به آن تعلق داریم، خواهم کرد.»

### ازدواج
الیزابت همسر آینده‌اش، فیلیپ، شاهزاده یونان و دانمارک را در ۱۹۳۴ و ۱۹۳۷ ملاقات کرده بود. آن دو از طریق کریستیان نهم، پادشاه دانمارک و ملکه ویکتوریا، دارای خویشاوندی هم‌نیایی هستند. پس از یک ملاقات دیگر در کالج دریایی سلطنتی در دارتموث، الیزابت — که تنها ۱۳ سال داشت — گفت عاشق فیلیپ شده‌است و آن دو به نامه‌نگاری مشغول شدند. زمانی که ۲۱ ساله شد، در ۹ ژوئیه ۱۹۴۷ به صورت رسمی با یکدیگر نامزد شدند.

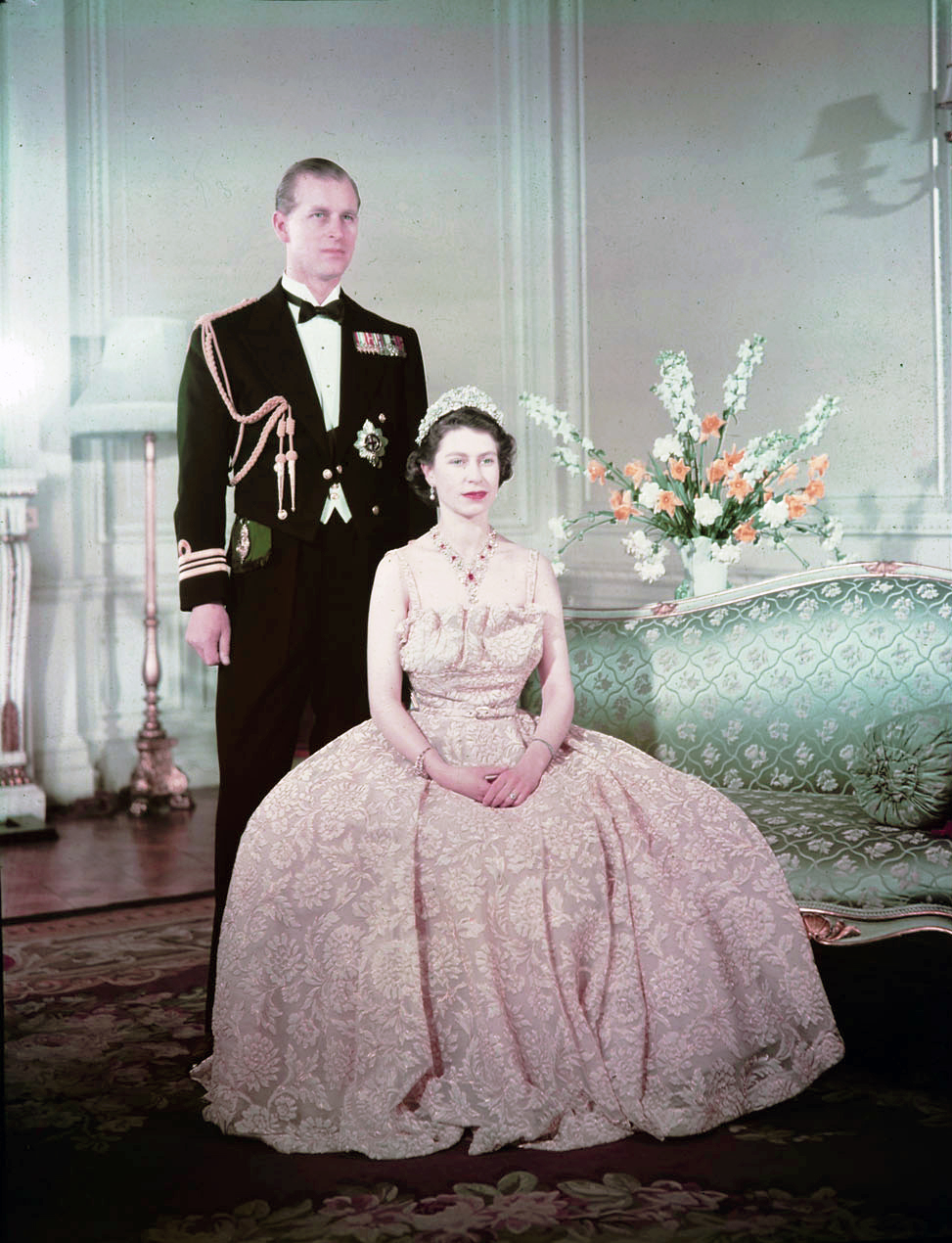
الیزابت و فیلیپ در ۱۹۵۰

البته این موضوع بدون دردسر نبود؛ فیلیپ از نظر مالی پشتوانه‌ای نداشت و متولد خارج از کشور بود (هرچند که تبعه بریتانیا بود و در طول جنگ جهانی در نیروی دریایی سلطنتی خدمت کرده بود) و خواهرانش با اشراف‌زادگان آلمانی که با نازی‌ها در ارتباط بودند، مزدوج شده بودند. ماریون کراوفورد نوشت: «بعضی از مشاوران پادشاه او [فیلیپ] را به اندازه کافی برای او [الیزابت] مناسب نمی‌دانستند. او شاهزاده‌ای بود بدون خانه و پادشاهی. برخی مقالات دست‌بردار از اصالت خارجی‌اش نبودند.» برخی زندگی‌نامه‌نویسان به مخالفت مادر الیزابت با این ازدواج اشاره کرده‌اند و گویند که او فیلیپ را مانند «هون‌ها» توصیف کرده بود. البته سال‌ها پس از سر گرفتن ازدواج، مادر الیزابت در گفتگو با زندگی‌نامه‌نویس خود، تیم هیلد، فیلیپ را یک «جنتلمن انگلیسی» توصیف کرد.
پیش از ازدواج، فیلیپ همه عناوین یونانی و دانمارکی خودش را رها کرد و از ارتدکس یونانی به انگلیکان تغییر مذهب داد. او همچنین نام خانوادگی خودش را به مونتباتن، نام خانوادگی مادرش که بریتانیایی بود، تغییر داد. اندکی پیش از ازدواج، او به عنوان دوک ادینبرو انتخاب شد و عنوان رسمی والاحضرت سلطنتی به او تعلق گرفت.
الیزابت و فیلیپ در ۲۰ نوامبر ۱۹۴۷ در کلیسای وست‌مینستر ازدواج کردند و حدود ۲٬۵۰۰ کادوی عروسی از سراسر جهان برای آنان ارسال شد. چون بریتانیا هنوز از ویرانی‌های جنگ رها نشده بود، الیزابت از کوپن‌های سهمیه‌ای برای خرید وسایل مورد نیاز جهت طراحی لباس عروسی‌اش، که توسط نورمن هارتنل طراحی شد، استفاده کرد. چون جنگ به تازگی تمام شده بود، فیلیپ نتوانست نزدیکان آلمانی‌اش از جمله ۳ خواهرش را دعوت کند. همچنین شاه ادوارد هشتم، پادشاه مستعفی، هم دعوت نشد.
الیزابت نخستین فرزند خود شاهزاده چارلز را در ۱۴ نوامبر ۱۹۴۸ زایید. یک ماه پیش از تولد او، پادشاه به صورت رسمی با صدور فرمانی علنی به فرزندان الیزابت اجازه داد که از عناوین سلطنتی استفاده کنند؛ زیرا از آنجا که فیلیپ دیگر یک شاهزاده سلطنتی نبود، بدون این فرمان شاه این عناوین به آنان تعلق نمی‌گرفت. شاهدخت آن، فرزند دوم الیزابت، در ۱۹۵۰ متولد شد.
پس از ازدواج، آن دو خانه ویندلشام مور در نزدیکی قلعه وینزر را اجاره کردند و تا ژوئیه ۱۹۴۹ آنجا زندگی کردند و سپس راهی کلارنس هاوس در لندن شدند. در میان ۱۹۴۹ تا ۱۹۵۱، فیلیپ به عنوان یکی از خدمه نیروی دریایی سلطنتی در مالت، از مستعمرات بریتانیا، مستقر شد. او و الیزابت به مدت چند ماه به‌طور متناوب در مالت در ویلای گواردامانیا، خانه اجاره‌ای لرد مونتباتن، دایی فیلیپ، زندگی کردند. فرزندانشان در بریتانیا ماندند.

## سلطنت

### آغاز سلطنت و تاج‌گذاری

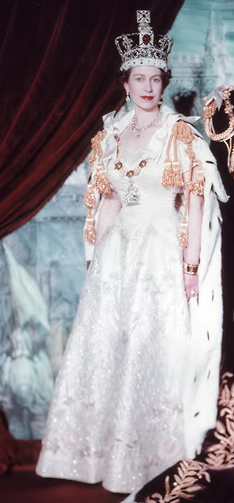
تاج‌گذاری ملکه الیزابت، ۱۹۵۳

در ۱۹۵۱، وضعیت سلامتی جرج ششم رو به وخامت رفت و الیزابت به جای او در رویدادهای عمومی ظاهر می‌شد. زمانی که در اکتبر ۱۹۵۱ برای بازدید از کانادا رفته بود و از آنجا راهی ایالات متحده شده بود تا با رئیس‌جمهور آمریکا، هری ترومن، دیدار کند، منشی مخصوصش، مارتین چارتریس، پیش‌نویسی آماده کرده بود که در صورت مرگ شاه در زمان حضور الیزابت در کانادا به عنوان اعلامیه سلطنت او بخواند. در اوایل ۱۹۵۲، الیزابت و فیلیپ برای بازدید از استرالیا و نیوزیلند از راه کنیا راهی شدند. در ۶ فوریه ۱۹۵۲، زمانی که آن‌ها به تازگی به خانه خود در کنیا رسیده بودند، از بریتانیا نامه‌ای حاوی خبر درگذشت پادشاه و سلطنت الیزابت رسید. فیلیپ خبر را به ملکه جدید اعلام کرد. مارتین چارتریس از او خواست که یک نام سلطنتی برای خودش انتخاب کند و ملکه پاسخ داد که «قطعاً همان الیزابت» مناسب است. او در سراسر ممالک ملکه اعلام شد و کاروان سلطنتی به سرعت به انگلستان بازگشت. سپس ملکه و فیلیپ خودشان را به کاخ باکینگهام رساندند.
مطابق سنت اختیار کردن نام خانوادگی شوهر توسط زن، این موضوع محتمل رسید که ملکه ممکن است نام خانوادگی شوهرش را برگزیند. دائی فیلیپ، لرد مونتباتن، پیشنهاد کرد که نام سلسله سلطنتی مطابق نام خانوادگی فیلیپ به «دودمان مونتباتن» تغییر کند. خود فیلیپ «دودمان ادینبرو» را ترجیح می‌داد زیرا دوک ادینبرو بود. وینستون چرچیل و مادربزرگ الیزابت، ملکه مری، نظرشان بر حفظ نام کنونی سلسله، «دودمان وینزر»، بود. نتیجتاً در ۹ آوریل ۱۹۵۲ ملکه الیزابت اعلامیه صادر کرد مبنی بر اینکه نام سلسله سلطنتی تغییر نمی‌کند. فیلیپ با گفتن «من تنها مرد کشورم که نمی‌توانم نام خود را بر روی بچه‌هایم بگذارم» اعتراض کرد. در ۱۹۶۰، پس از مرگ ملکه مری در ۱۹۵۳ و استعفای چرچیل در ۱۹۵۵، اعلام شد که نام خانوادگی نوادگان ذکور خانواده سلطنتی که القاب سلطنتی ندارند، «مونتباتن وینزر» خواهد بود.
در جریان آمادگی‌ها برای تاج‌گذاری، مارگارت به خواهرش گفت که مایل است با پیتر تاونسند، یک مرد مطلقه که ۱۶ سال از او بزرگ‌تر بود و ۲ پسر داشت، ازدواج کند. ملکه از او خواست که یک سال صبر کند؛ چنان‌که چارتریس نوشته‌است، «ملکه چنان‌که انتظار می‌رفت شاهدخت را درک می‌کرد، اما من فکر می‌کنم او تصور می‌کرد — و امیدوار بود — زمان موضوع را به فراموشی خواهد سپرد.» سیاستمداران ارشد با موضوع مخالف بودند و کلیسای انگلیس اجازه ازدواج مجدد پس از طلاق نمی‌داد. اگر مارگارت به صورت مدنی (یعنی بدون مراسم دینی) با تاونسند ازدواج می‌کرد، باید از ادعایش برای احتمال جانشینی خواهرش صرف نظر می‌کرد. در آخر، او تصمیم گرفت با پیتر تاونسند ازدواج نکند. او سال‌ها بعد در ۱۹۶۰ با انتونی آرمسترانگ جونز ازدواج کرد و پس از ازدواج به او لقب «ارل اسنودن» داده شد. آن‌ها در ۱۹۷۸ طلاق گرفتند و مارگارت دیگر ازدواج نکرد.
با وجود مرگ ملکه مری در ۲۴ مارس، مراسم تاج‌گذاری مطابق برنامه در ۲ ژوئن ۱۹۵۳ انجام شد، همانگونه که مری پیش از مرگ خود درخواست کرده بود. مراسمی که در کلیسای وست‌مینستر انجام شد، به صورت زنده از تلویزیون پخش شد؛ اتفاقی که پیش از آن روی نداده بود. بر روی لباس ملکه الیزابت علامت‌های ممالک مشترک‌المنافع گلدوزی شده بود: گل رز تودور انگلیسی، گل خار اسکاتلندی، تره‌فرنگی ولزی، برگ شبدر ایرلندی، آکاسیای طلایی استرالیایی، برگ افرای کانادایی، سرخس نقره‌ای نیوزیلندی، شکربوته‌ها آفریقای جنوبی، لاله مردابی برای هند و سیلان و جوت، گندم و نیشکر برای پاکستان.
سلطنت الیزابت دوم در حالی آغاز می‌شد جنگ جهانی دوم خسارات زیادی برای بریتانیا به بار آورده بود. تا پایان جنگ میزان بدهی آن کشور به ۲۲ میلیارد دلار می‌رسید و آمریکایی‌ها بدان نتیجه رسیده بودند که برای شکل‌دهی به نظم جدید پس از جنگ و رویارویی با شوروی، نیاز زیادی به کمک بریتانیا ندارند. با این حال، بریتانیایی‌ها تلاش داشتند جایگاه خود در سیاست جهانی را حفظ کنند، به گونه‌ای که در سال ۱۹۵۱ حدود ۱۰٪ درآمد ناخالص ملی (۳ برابر میزان بودجه قبل از جنگ) به هزینه‌های نظامی اختصاص داده شد.

### ادامه تحولات اتحادیه کشورهای مشترک‌المنافع

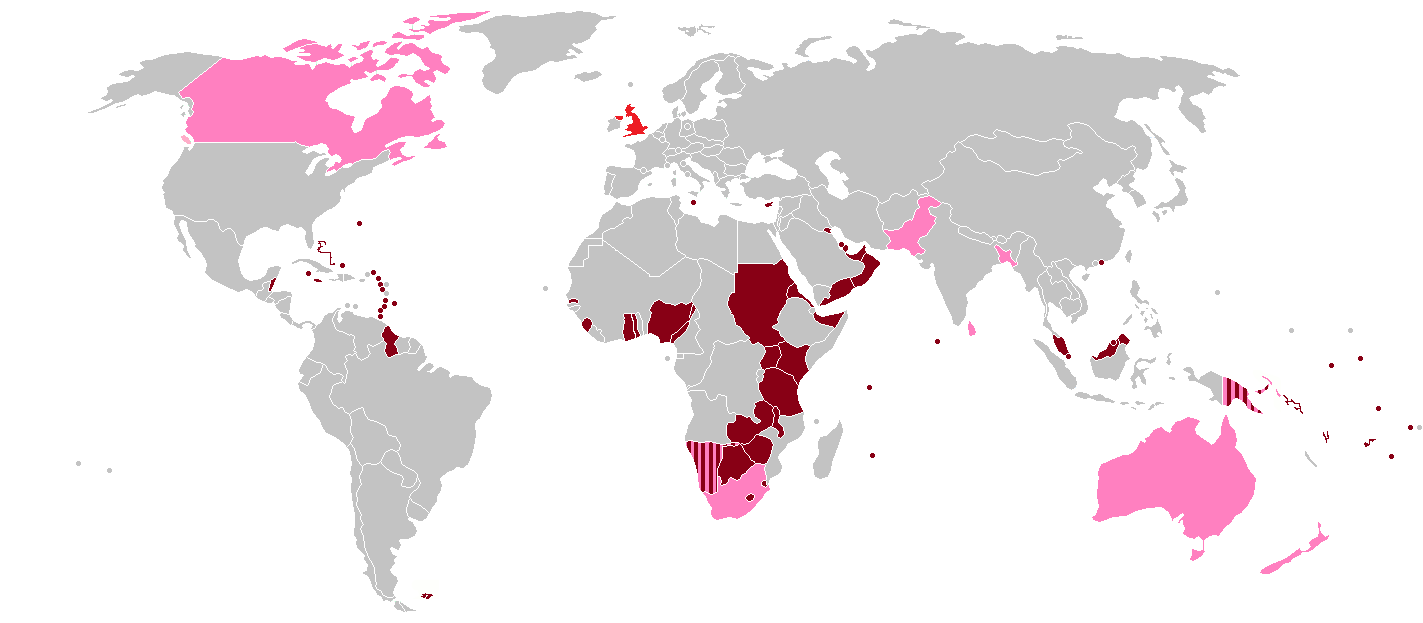
قلمروها و کشورهای الیزابت در ۱۹۵۲

از زمان تولد الیزابت، امپراتوری بریتانیا در حال تبدیل شدن به اتحادیه‌ای از کشورهای مشترک‌المنافع بود. زمانی که او در ۱۹۵۲ به قدرت رسید، حاکم بریتانیا در واقع به رئیس کشور چند کشور مستقل تبدیل شده بود. در ۱۹۵۳، ملکه و همسرش راهی سفری هفت‌ماهه شدند، از ۱۳ کشور بازدید کردند و ۴۰٬۰۰۰ مایل را در زمین، دریا و هوا طی کردند. او به نخستین پادشاه یا ملکه حاکم استرالیا و نیوزیلند تبدیل شد که در زمان سلطنتش از آن کشورها بازدید می‌کند. در جریان این بازدید، جمعیت عظیمی به استقبالش آمد و برآورد شده‌است که سه چهارم مردم استرالیا او را دیدند. در طول سلطنتش، ملکه صدها بازدید رسمی از کشورهای دیگر و ممالک مشترک‌المنافع انجام داد؛ او از همه رئیس کشورهای جهان بیشتر سفر رسمی داشته‌است.
در ۱۹۵۶، نخست وزیران انگلیس و فرانسه، آنتونی ایدن و گی موله دربارهٔ پیوستن فرانسه به اتحادیه کشورهای مشترک‌المنافع مذاکره کردند. این موضوع پذیرفته نشد و یک سال بعد، فرانسه پیمان‌نامه رم را امضا کرد که نتیجه آن تأسیس اتحادیه اقتصادی اروپا بود؛ سلف اتحادیه اروپا. در نوامبر ۱۹۵۶، بریتانیا و فرانسه در یک تلاش ناموفق به مصر حمله کردند تا کانال سوئز را تسخیر کنند. لرد مونتباتن ادعا کرده‌است که ملکه با این تصمیم مخالف بود اما ایدن این را تکذیب کرده‌است. ایدن یک ماه بعد از شکست حمله به مصر استعفا کرد.
نبود یک شیوه رسمی در حزب محافظه‌کار برای انتخاب رهبر، منجر به این شد که پس از استعفای ایدن، ملکه وظیفه پیدا کرد که شخصی را برای تشکیل دولت انتخاب کند. ایدن پیشنهاد کرد که لرد سالزبری انتخاب شود. لرد سالزبری و لرد کیلمویر با کابینه بریتانیا، چرچیل و رئیس کمیته ۱۹۲۲ مشورت کردند و در نهایت، ملکه نامزد مدنظر آن‌ها را انتخاب کرد: هارولد مک‌میلان. بحران سوئز و انتخاب جانشین ایدن باعث شد که در ۱۹۵۷، ملکه برای نخستین‌بار به صورت جدی تحت انتقاد قرار بگیرد. لرد آلترینکهام، در مجله‌ای که متعلق به خودش بود، ملکه را متهم کرد که همیشه «دور از دسترس» است، هرچند ادعای آلترینکهام توسط دیگران رد شد و حتی باعث شد یک نفر به او سیلی بزند. ۶ سال بعد، در ۱۹۶۳، مک‌میلان استعفا داد و به ملکه توصیه کرد ارلِ هیوم را به عنوان نخست‌وزیر انتخاب کند؛ توصیه‌ای که مورد پذیرش واقع شد. ملکه باز هم به دلیل انتخاب یک نخست‌وزیر بر اساس مشاوره یک گروه کوچک از وزیران یا یک وزیر به باد انتقاد گرفته شد. در ۱۹۶۵، محافظه‌کاران شیوه‌ای برای انتخاب رهبر خود اتخاذ کردند که باعث ملکه دیگر مجبور نشود در این موارد مداخله کند.
در ۱۹۵۷، ملکه به صورت رسمی از ایالات متحده بازدید کرد، جایی که او از طرف اتحادیه کشورهای مشترک‌المنافع در مجمع عمومی سازمان ملل متحد سخنرانی کرد. در همان سفر، او بیست و سومین پارلمان کانادا را افتتاح کرد که باعث شد نخستین پادشاه یا ملکه کانادا شود که چنین می‌کند. ۲ سال بعد، به عنوان ملکه کانادا و نه ملکه بریتانیا یا رهبر کشورهای مشترک‌المنافع، از ایالات متحده بازدید کرد و به مناطق مختلف کانادا سفر کرد. در ۱۹۶۱، او از کشورهای قبرس، هند، پاکستان، نپال و ایران بازدید کرد. در همان سال، درحالی که جانشین او به عنوان رئیس کشور غنا، قوام نکرومه، در خطر ترور بود و جان ملکه هم می‌توانست در خطر باشد، از آن کشور دیدار کرد. مک‌میلان نوشت: «ملکه کاملاً جدی است… او از اینکه با او مانند یک… ستاره سینما رفتار شود، ناراحت است… او واقعاً قلب و دل یک مرد را دارد… او عاشق وظیفه‌اش است و قصد دارد که یک «ملکه» باشد.» پیش از بازدیدش از کبک در ۱۹۶۴، رسانه‌ها گزارش دادند که جدایی‌طلبان افراطی کبک قصد دارند الیزابت را ترور کنند. هرچند او هدف ترور واقع نشد، اما زمانی که در مونترال بود، با تظاهراتی روبرو گردید؛ نوشتند که «آرامش و شجاعت ملکه در برابر خشونت» قابل توجه است.
زمانی که الیزابت در ۱۹۵۹ و ۱۹۶۳، به ترتیب، شاهزاده اندرو و شاهزاده ادوارد را باردار بود، نتوانست آیین بازگشایی پارلمان بریتانیا را به جا آورد که این تنها بار در طول حکومتش بود که موفق به چنین کاری نشد. در کنار انجام مراسم‌های سنتی، او آیین «پرسه سلطنتی» را در ۱۹۷۰ برای اولین‌بار، در استرالیا و نیوزیلند، انجام داد که در آن با مردم عادی دیدار کرد.

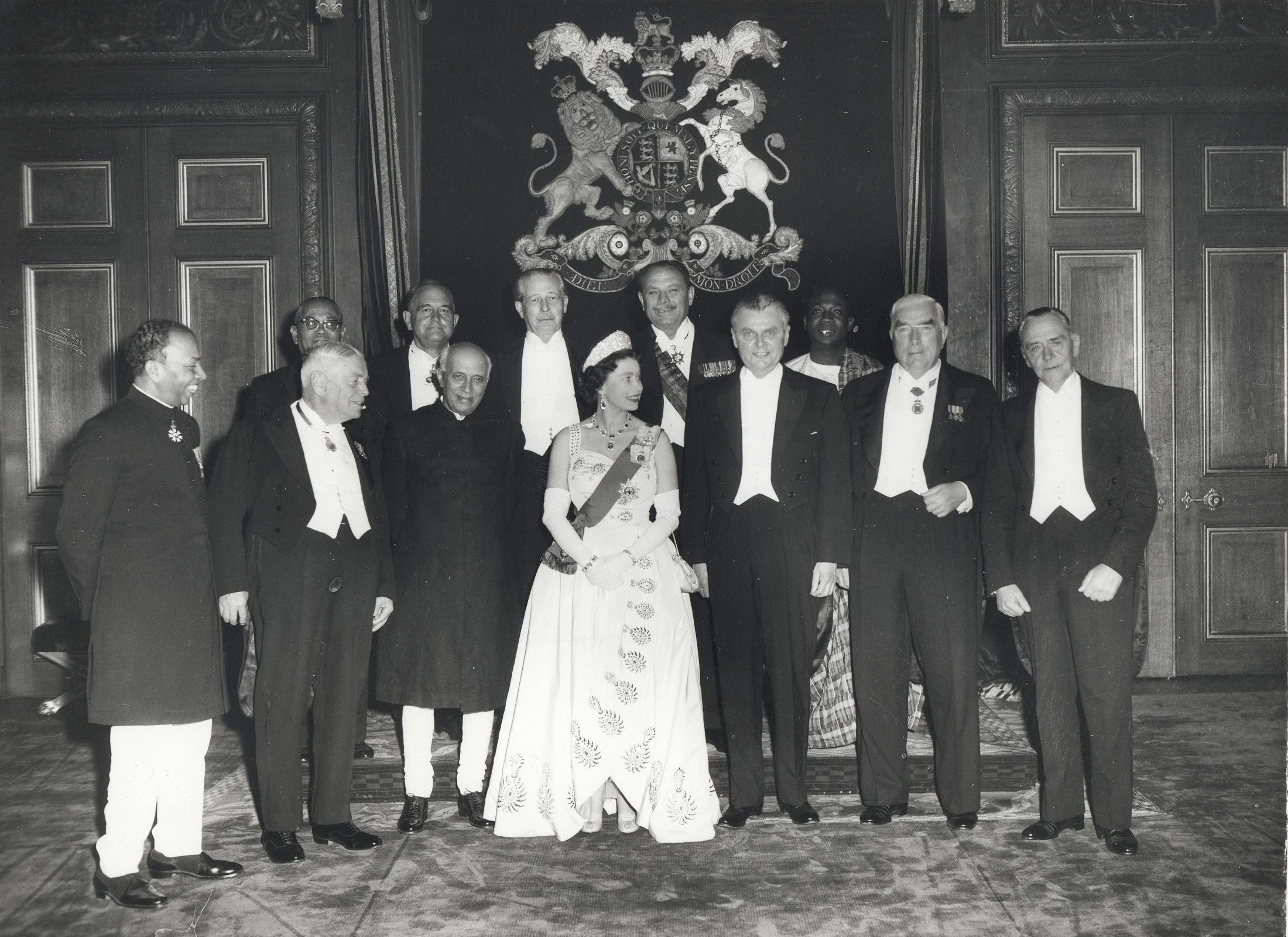
الیزابت دوم در کنار نخست وزیران کشورهای مشترک‌المنافع، ۱۹۶۰

### تسریع روند استعمارزدایی
دهه‌های ۶۰ و ۷۰ (قرن ۲۰) شاهد تسریع روند استعمارزدایی آفریقا و کارائیب بود. بیشتر از ۲۰ کشور از بریتانیا، به عنوان بخشی از برنامه انتقال خود مختاری، مستقل شدند. در ۱۹۶۵، رئیس‌جمهور رودزیا، ایان اسمیت، برخلاف خواسته اکثریت مردم آن کشور، به صورت یک طرفه با ابراز «وفاداری و علاقه» به الیزابت، اعلان استقلال کرد. با وجود اینکه ملکه به صورت رسمی این موضوع او را نپذیرفت و جامعه جهانی علیه رودزیا تحریم اعمال کرد، رژیم او برای نزدیک به یک دهه به کار خود ادامه داد. از آنجا که پیوند بریتانیا با مستعمرات سابقش سست شد، دولت این کشور تصمیم گرفت که وارد اتحادیه اروپا شود؛ هدفی که در ۱۹۷۳ محقق شد.
در فوریه ۱۹۷۴، ادوارد هیت، نخست‌وزیر بریتانیا، از ملکه خواست که درخواست برگزاری انتخابات سراسری بدهد. در آن زمان، الیزابت در بازدید از کرانه اقیانوس آرام در استرالزی بود و مجبور شد که به بریتانیا بازگردد. انتخابات آن سال منجر به یک «مجلس معلق» شد؛ هیت و محافظه‌کاران اکثریت را به دست نیاوردند اما می‌توانستند در صورتی که با لیبرال‌ها ائتلافی تشکیل دهند، در قدرت باقی بمانند. هیت پس از اینکه موضوع ائتلاف به خوبی پیش نرفت، استعفا داد. نتیجتاً ملکه از رهبر اپوزیسیون، هارولد ویلسون از حزب کارگر، درخواست کرد که دولت تشکیل دهد.

یک سال بعد، در اوج بحران قانونی استرالیا در ۱۹۷۵، نخست‌وزیر استرالیا گاف ویتلم پس از اینکه نتوانست موافقت سنا را، که حزب اپوزیسیون در آن اکثریت را داشت، برای پیشنهاد بودجه خود جلب کند، توسط فرماندار کل استرالیا سر جان کر از سمتش برکنار شد. اما در مجلس نمایندگان استرالیا اکثریت از ویلتم پشتیبانی می‌کرد. نتیجتاً سخنگوی (رئیس) مجلس از ملکه درخواست کرد که در موضوع مداخله کرده و تصمیم جان کر را معلق اعلام کند. اما الیزابت با توضیح اینکه در تصمیمی که قانون اساسی استرالیا به فرماندار کل داده‌است دخالت نخواهد کرد، درخواستش را رد کرد. ماجرای ویلتم و کر، که آن را بزرگ‌ترین بحران قانونی تاریخ استرالیا لقب داده‌اند، باعث شد گرایش به جمهوری‌خواهی در آن کشور افزایش پیدا کند.

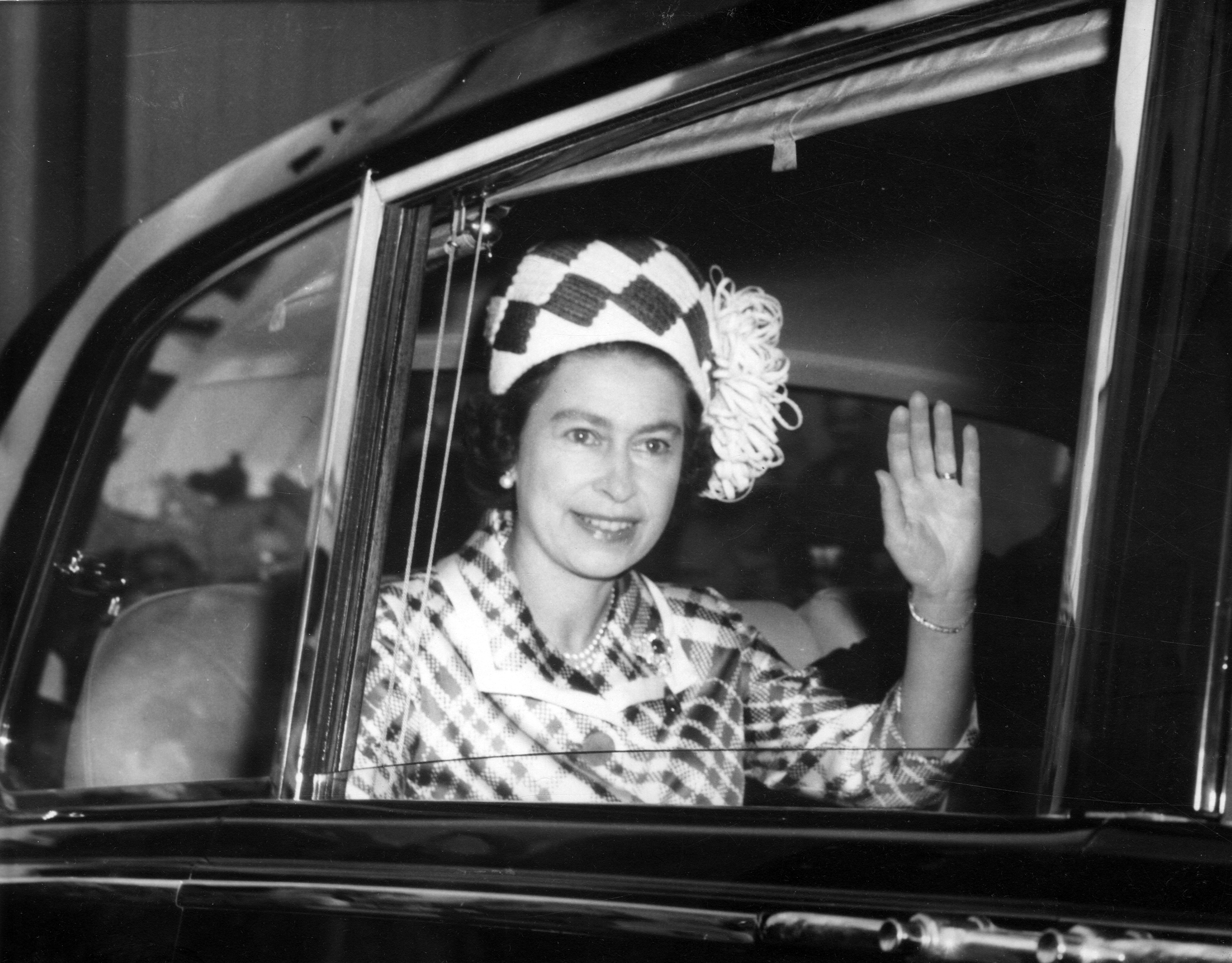
در کوئینزلند، استرالیا، ۱۹۷۰

### جوبیلی نقره‌ای
در ۱۹۷۷، الیزابت جوبیلی نقره‌ای (۲۵امین سال سلطنت) خود را جشن گرفت. مراسم‌ها و رویدادهایی در سراسر ممالک مشترک‌المنافع در همین رابطه برگزار شد که بسیاری از آن‌ها با بازدیدهای او از آن کشورها همزمان بود. درحالی که رسانه‌ها در همان زمان ماجرای طلاق شاهدخت مارگارت از همسرش را به صورتی منفی بازتاب دادند، این جشن‌ها مجدداً محبوبیت ملکه را نشان داد. در ۱۹۷۸، رهبر کمونیست رومانی، نیکلای چائوشسکو و همسرش النا در سفری رسمی از بریتانیا بازدید کردند و ملکه نیز از آن‌ها پذیرایی کرد؛ با این حال او در یک گفتگوی خصوصی از «خونی که بر گردن آن‌هاست» سخن گفته بود. سال بعد دو مشکل بزرگ پیش آمد: یکی آن که مشخص شد آنتونی بلانت، مسئول نگهداری از کلکسیون تصاویر او، یک جاسوس کمونیست بوده‌است؛ و دیگری ترور لرد مونتباتن، دائی فیلیپ، توسط ارتش موقت جمهوری‌خواه ایرلند.
به گفته پاول مارتین، در اواخر دهه ۱۹۷۰، ملکه نگران بود که تاج و تخت برای پیر ترودو، نخست‌وزیر کانادا، اهمیت زیادی ندارد. تونی بن گفت که ملکه ترودو را «ناامید کننده» یافت. جمهوری‌خواهی ترودو به نظر می‌رسد که از رفتارش نظیر سر خوردن از نرده‌های پله در کاخ باکینگهام، انجام حرکت پیروئت باله پشت سر الیزابت یا حذف بسیاری از نمادهای سلطنتی کانادا از دفتر نخست‌وزیری مشخص بود. در ۱۹۸۰ که سیاستمداران کانادایی به لندن رفتند تا دربارهٔ انتقال کامل استقلال به کانادا مذاکره کنند، ملکه را از همه سیاستمداران و دیوانسالاران بریتانیایی «آگاه به موضوع» یافتند. او به خصوص پس از عدم موفقیت لایحه C-60 که می‌توانست بر جایگاهش به عنوان رئیس کشور کانادا تأثیر بگذارد، پیگیر موضوع بود. پس از ملی کردن قانون اساسی کانادا، نقش پارلمان بریتانیا در کانادا به پایان رسید اما حکومت سلطنت مشروطه حفظ شد. ترودو در خاطراتش ذکر کرده‌است که ملکه از تلاش او برای اصلاح قانون اساسی کانادا راضی بود و ترودو تحت‌تاثیر «مرحمتی که در انظار عمومی» و «خردی که در ملاقات‌های خصوصی» از سوی ملکه نشان داده شد، قرار گرفت.

### دهه ۸۰
در سال ۱۹۸۱، در جریان مراسم رژه رنگ‌ها، شش هفته پیش از ازدواج شاهزاده چارلز و دایانا اسپنسر، ۶ گلوله به سمت ملکه درحالی که بر روی اسبش بورمیز بود، شلیک شد. پلیس بعداً کشف کرد که گلوله‌ها مشقی بودند. مارکوس سارجانت، نوجوان ۱۷ ساله‌ای که شلیک کرده بود، به ۵ سال زندان محکوم و پس از ۳ سال آزاد شد. خونسردی ملکه و توانایی او در کنترل اسب مورد توجه قرار گرفت.

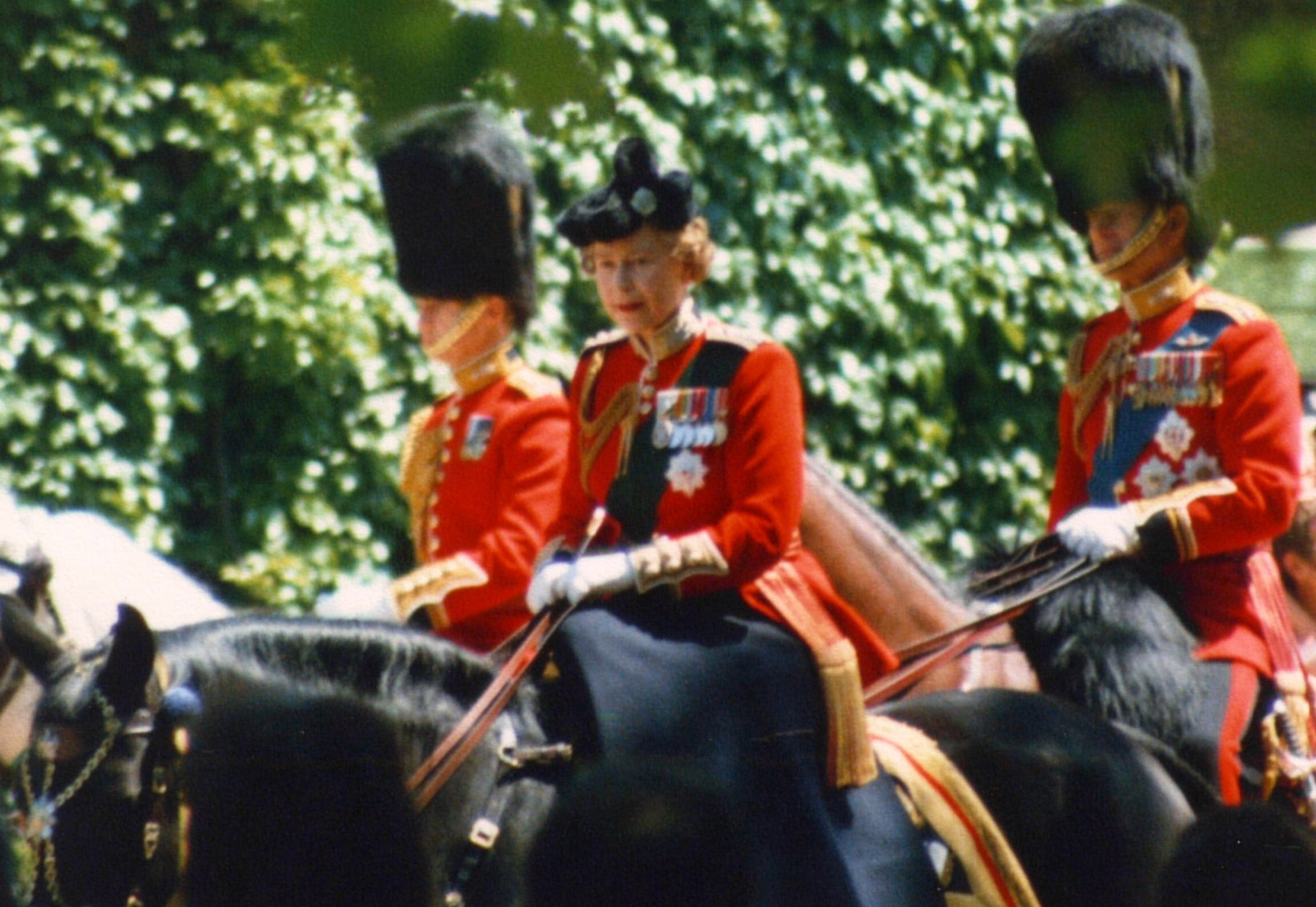
الیزابت سوار بر اسبش بورمیز، در مراسم رژه رنگ‌ها در سال ۱۹۸۶

چند ماه بعد، در اکتبر، زمانی که الیزابت مشغول بازدید از دنیدن در نیوزیلند بود مجدداً هدف حمله قرار گرفت. اسناد سازمان امنیت نیوزیلند که در سال ۲۰۱۸ عمومی شدند، نشان می‌دهند که یک نوجوان ۱۷ ساله به نام کریستوفر جان لوئیز درحالی که از طبقه پنجم ساختمانی مشغول تماشای مراسم بوده، گلوله‌ای شلیک کرده که البته خطا رفت. لوئیز بازداشت شد، اما با احکامی چون تلاش برای قتل یا خیانت روبرو نشد. در عوض او را به ۳ سال حبس به جرم حمل غیرقانونی اسلحه محکوم شد. ۲ سال بعد، او تلاش کرد از یک تیمارستان فرار کند تا شاهزاده چارلز را، که به همراه دایانا و پسرشان شاهزاده ویلیام مشغول بازدید از نیوزیلند بود، ترور کند.
از آوریل تا سپتامبر ۱۹۸۲، ملکه نگران پسر خود شاهزاده اندرو بود که مشغول خدمت در ارتش بریتانیا در جریان جنگ فالکلند بود. در ۹ ژوئیه، او در حالی در اتاق خواب خود در کاخ باکینگهام بیدار شد که مشخص گردید یک نفر، مایکل فاگان، به صورت غیرقانونی وارد اتاق شده‌است. در یک نقص امنیت جدی، تنها پس از دو تماس از سوی ملکه بود که پلیس کاخ خود را به اتاق خواب رساند. الیزابت در ۱۹۸۲ از رونالد ریگان رئیس‌جمهور آمریکا در کاخ وینزر پذیرایی کرد و سال بعد در ۱۹۸۳ در کالیفرنیا مهمان او بود. ملکه از اینکه ریگان بدون اینکه به او اطلاع دهد دستور حمله به گرانادا، یکی از کشورهایی که او ملکه‌اش بود، را صادر کرده بود، عصبانی شد.
علاقه زیاد رسانه‌ها به نظرات و زندگی خصوصی خانواده سلطنتی در دهه ۱۹۸۰ باعث شد داستان‌هایی در رسانه‌ها پخش شود که بسیاری از آن‌ها واقعیت نداشتند. دانلد ترلفورد، روزنامه‌نگار، نوشت: «سریال آبکی سلطنتی به اندازه‌ای از اوج محبوبیت رسیده که مرز بین افسانه و حقیقت مشخص نیست… اینطوری نیست که برخی روزنامه‌ها حقیقت داستان‌هایشان را چک نمی‌کنند یا تکذیب‌ها را نمی‌پذیرند. در واقع اینگونه است که آن‌ها اصلاً اهمیت نمی‌دهند که داستان‌ها حقیقت دارند یا نه.» در ۲۰ ژوئیه ۱۹۸۶ ساندی‌تایمز گزارش کرد که ملکه دربارهٔ اینکه سیاست‌های اقتصادی مارگارت تاچر باعث اختلاف طبقاتی اجتماعی شده‌است نگران است و درصد بالای بیکاری، مجموعه‌ای از ناآرامی‌ها، خشونت در اعتصاب معدنچیان و مخالفت تاچر با تحریم رژیم آپارتاید بر نگرانی‌اش افزوده‌است. در گزارشی از قول تاچر گفته شد که «ملکه به سوسیال‌دموکرات‌ها (رقبای سیاسی تاچر) رای می‌دهد.» جان کمپل، زندگینامه نویس تاچر، از این گفت که آن گزارش یک شیطنت روزنامه‌نگاری بوده‌است. تاچر بعدها از اینکه شخصاً ملکه را ستایش می‌کند گفت و الیزابت هم در زمان جایگزینی تاچر با جان میجر به عنوان نخست‌وزیر دو هدیه — نشان مریت و نشان بند جوراب — به تاچر داد. برایان مالرونی، نخست‌وزیر کانادا بین ۱۹۸۴ و ۱۹۹۳، گفت که الیزابت «نیروی پشت صحنه» برای پایان دادن به آپارتاید بود.
در اواخر دهه، ملکه به سوژه مجله‌های طنز تبدیل شد. حضور اعضای کم سن و سال خانواده سلطنتی در برنامه مسابقه حذفی بزرگ در سال ۱۹۸۷ با شوخی‌های زیادی همراه شد. در کانادا، الیزابت به صورت عمومی از اضافه شدن متمم‌هایی جهت کاهش تمرکز قدرت در کانادا حمایت کرد که این موضوع منجر به انتقاداتی از سوی مخالفان آن طرح‌ها، از جمله پیر ترودو، به الیزابت شد. در همان سال، حکومت رژیم سلطنتی فیجی توسط یک کودتای نظامی برکنار شد. به عنوان ملکه فیجی، الیزابت از تلاش‌های فرماندار کل پنایا گانیلو جهت سازش با کودتاگران حمایت کرد. در آخر، رهبر کودتا سیتونی رابوکا، گانیلو را برکنار و فیجی را یک جمهوری اعلام کرد.

### دهه ۹۰
در ۱۹۹۱، پس از پیروزی نیروهای ائتلاف در جنگ اول خلیج فارس، ملکه الیزابت به اولین حاکم بریتانیایی تبدیل شد که در یک دیدار مشترک نمایندگان مجلسین آمریکا (حضور همزمان سناتورها و نمایندگان) سخنرانی می‌کند.

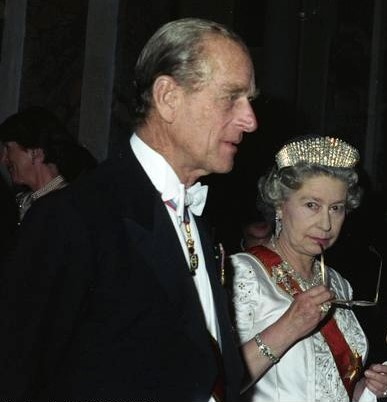
الیزابت و فیلیپ در آلمان، ۱۹۹۲

در یک سخنرانی به تاریخ ۲۴ نوامبر ۱۹۹۲، به مناسبت چهلمین سالگرد سلطنت او، ملکه سال ۱۹۹۲ را یک سال فاجعه‌بار برای خود خواند. احساسات جمهوری‌خواهانه در بریتانیا پس از گمانه‌زنی‌های مطبوعات دربارهٔ ثروت شخصی او — که توسط دفترش تکذیب شد — و گزارش‌ها دربارهٔ روابط و ازدواج‌های به بن‌بست خورده اعضای خانواده‌اش افزایش پیدا کرده بود. در ماه مارس، پسر دومش شاهزاده اندرو و همسرش سارا از یکدیگر جدا شدند؛ در آوریل، دخترش شاهدخت آن از مارک فیلیپس طلاق گرفت؛ در جریان یک بازدید رسمی از آلمان در اکتبر، معترضان خشمگین در درسدن به سمت او تخم مرغ پرتاپ کردند؛ و در نوامبر، آتش‌سوزی بزرگی در کاخ وینزر اتفاق افتاد. نظام سلطنتی به باد انتقاد گرفته شد و زیر ذره‌بین جامعه قرار گرفت. در یک سخنرانی نامعمول، ملکه گفت که هر سازمانی باید انتظار انتقادات را داشته باشد، اما عنوان کرد که این انتقاد باید با «اندکی خوش مشربی، ملایمت و درک» انجام پذیرد. ۲ روز بعد، نخست‌وزیر جان میجور از برنامه‌هایی جهت اصلاحات در هزینه‌های سلطنتی که از سال قبل طرح آن ریخته شده بود، پرده برداشت؛ اصلاحاتی شامل پرداخت مالیات توسط ملکه از سال ۱۹۹۳ و کاهش اعضای فهرست مدنی. در دسامبر، شاهزاده چارلز و همسرش دایانا به زندگی مشترکشان پایان دادند. سال با شکایت ملکه از نشریه سان به پایان رسید. الیزابت به دلیل اینکه آن نشریه سخنرانی کریسمسش را دو روز قبل از پخش آن منتشر کرده بود، شکایت کرد. سان مجبور شد به او غرامت پرداخت کند و ۲۰۰٬۰۰۰ پوند به خیریه اهدا کرد.
در سال‌های آینده، افشاگری‌ها دربارهٔ وضعیت ازدواج چارلز و دایانا ادامه پیدا کرد. با وجود اینکه جمهوری‌خواهی در بریتانیا از هر زمان دیگری در حافظه جمعی، بیشتر شده بود، اما کماکان جمهوری‌خواهان در اقلیت قرار داشتند و درصد رضایت از ملکه شخصاً بالا بود. بیشتر انتقادات به نظام سلطنت و افراد خانواده الیزابت مربوط می‌شد، تا اینکه مربوط به رفتار و اعمال خودش باشد. پس از مشورت با همسرش، نخست‌وزیر، اسقف اعظم کانتربری و منشی خصوصی‌اش، ملکه به چارلز و دایانا در دسامبر ۱۹۹۵ نامه نوشت و عنوان کرد که مانعی بر سر طلاق آن دو وجود ندارد.
در اوت ۱۹۹۷، یک سال پس از طلاق، دایانا در یک تصادف رانندگی در پاریس کشته شد. ملکه در آن زمان به همراه خانواده‌اش برای تعطیلات در قلعه بالمورال حضور داشت. دو پسر دایانا از چارلز — شاهزاده ویلیام و شاهزاده هری — تقاضا کردند که به کلیسا بروند و الیزابت و فیلیپ هم همان روز خواسته‌شان را اجابت کردند. پس از آن، ملکه و همسرش نوه‌های خود را برای اینکه آن‌ها را از توجه رسانه‌ها دور نگه دارند، برای پنج روز در بالمورال نگه داشتند تا آن‌ها بتوانند به صورت خصوصی برای مادرشان عزاداری کنند. اما گوشه‌نشینی خانواده سلطنتی و نیمه برافراشته نکردن پرچمی در کاخ باکینگهام از سوی جامعه با واکنش‌های منفی روبرو شد. ملکه پس از تحت فشار قرار گرفتن، قبول کرد به لندن بازگردد و در یک پخش زنده تلویزیونی، در ۵ سپتامبر یک روز قبل از خاکسپاری دایانا، سخنرانی کند. ملکه در آن سخنرانی، از دایانا ستایش کرد و از احساسات خودش به عنوان «یک مادر بزرگ» برای دو نوه‌اش گفت. نتیجتاً از واکنش‌های منفی کاسته شد.
در نوامبر ۱۹۹۷، الیزابت و فیلیپ مراسمی در بانکتینگ هاوسِ وایت‌هال به مناسبت سالگرد طلایی ازدواجشان (۵۰امین) ترتیب دادند. ملکه در آن مراسم سخنرانی کرد و فیلیپ را به خاطر نقشش به عنوان یک همسر ستود و او را «توان و عصای من» توصیف کرد.

### جوبیلی طلایی

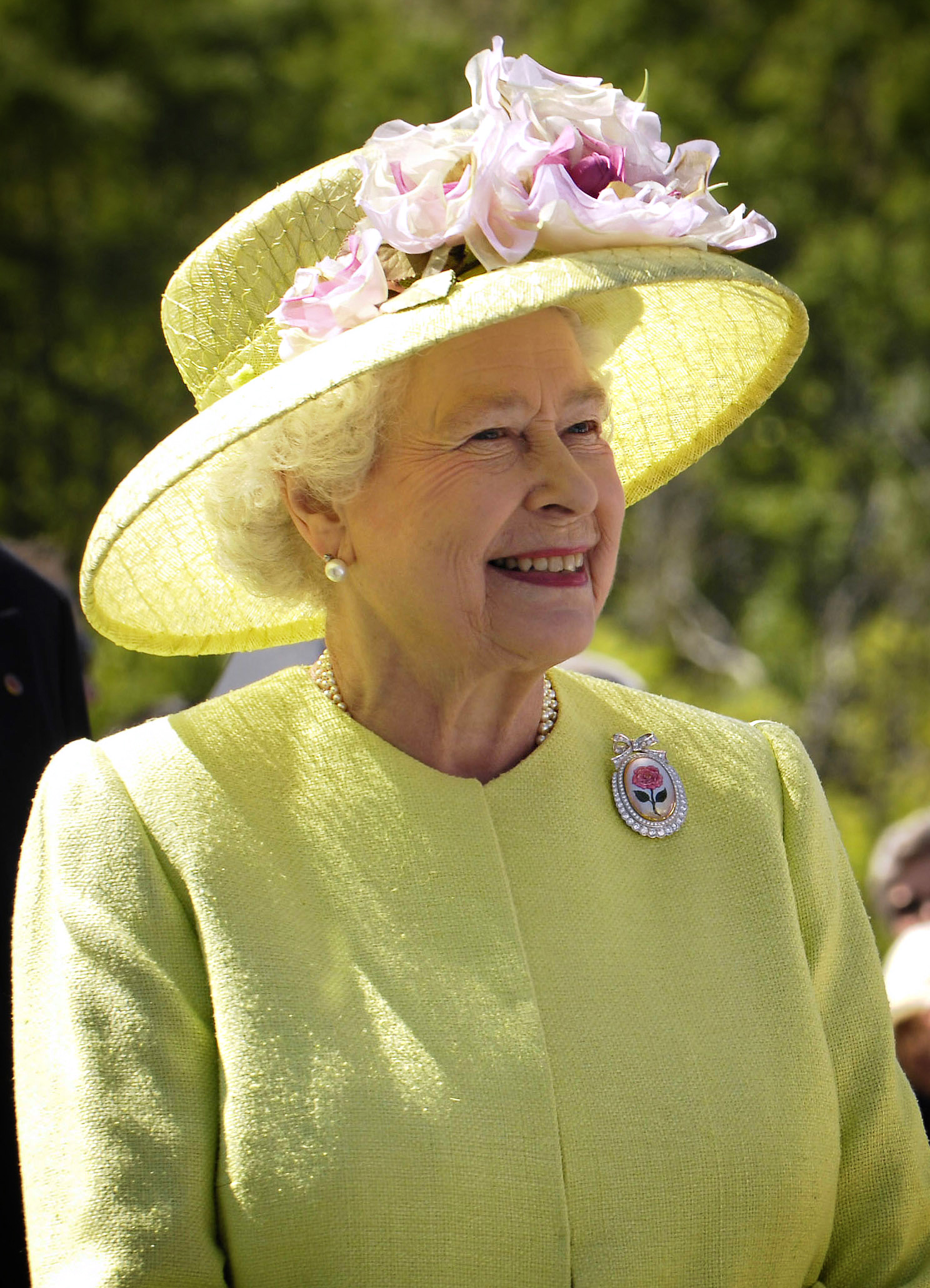
ملاقات با کارکنان ناسا در ماری‌لند، مه ۲۰۰۷

در ۲۰۰۲، الیزابت جوبیلی طلایی (۵۰امین سال سلطنت) خود را در سطح ممالک مشترک‌المنافع جشن گرفت. او در فوریه و مارس خواهر و مادرش را از دست داده بود و رسانه‌ها گمانه‌زنی می‌کردند که جوبیلی با موفقیت انجام خواهد شد یا به شکست می‌انجامد. جوبیلی با بازدید از جامائیکا در فوریه آغاز کرد؛ جایی که در مراسم خداحافظی برق قطع شد و کینگزهاوس، محل اقامت فرماندار کل جامائیکا در تاریکی فرورفت. الیزابت این اتفاق را «خاطره‌انگیز» توصیف کرد. مانند ۱۹۷۷، جشن‌های خیابانی و مراسم‌های یادبود برگزار شد و بناهایی را به نام او نامگذاری کردند. ۱ میلیون نفر در هر ۳ روزی که جشن‌های اصلی جوبیلی در لندن برگزار شد، در مراسم شرکت کردند و اشتیاقی که مردم نسبت به او نشان دادند از پیش‌بینی‌های رسانه‌ها بیشتر بود. الیزابت در همه جشن‌های برنامه‌ریزی شده به همراه همسرش شرکت کرد و آن دو در طول ۱۲ ماه، ۶۴٬۰۰۰ کیلومتر را در ممالک مشترک‌المنافع طی کردند.
الیزابت که در طول زندگی خود معمولاً در سلامتی کامل بود، در سال ۲۰۰۳ مجبور به انجام لاپاراسکوپی بر روی هر دو زانو شد. در اکتبر ۲۰۰۶، او مراسم افتتاح ورزشگاه امارات لندن را از دست داد زیرا از تابستان با کشیدگی ماهیچه دست و پنجه نرم می‌کرد.
در مه ۲۰۰۷، روزنامه دیلی تلگراف به نقل منابع ناشناس گزارش داد که ملکه به خاطر سیاست‌های نخست‌وزیر بریتانیا تونی بلر «خشمگین و عصبانی» است. او نگران بود که نیروهای مسلح بریتانیا بیش از اندازه در جنگ‌های عراق و افغانستان درگیر شده‌اند. همچنین نگرانی خود از مشکلات مناطق روستایی و حومه شهرها را با بلر در میان گذاشته بود. با این حال، از تلاش‌های بلر جهت دستیابی به صلح در ایرلند شمالی راضی بود. در نوامبر ۲۰۰۷، او اولین حاکم بریتانیایی تبدیل شد که توانست سالگرد الماسی (۶۰امین سال) ازدواجش را جشن بگیرد. در ۲۰ مارس ۲۰۰۸، ملکه مراسم فرمان سلطنتی (مراسمی مذهبی در روز پنج‌شنبه فرمان) را در کلیسای جامع سنت پاتریک ایرلند به جا آورد که این اولین بار بود این اتفاق در بیرون از انگلیس و ولز رخ می‌دهد.

### جوبیلی الماسی و یاقوت کبود
الیزابت در سال ۲۰۱۰ برای دومین بار در سازمان ملل سخنرانی کرد؛ مانند بار اول، این سخنرانی به عنوان ملکه همه ممالک مشترک‌المنافع و رئیس اتحادیه بود. دبیرکل سازمان ملل بان کی‌مون او را «تکیه‌گاهی برای عصر ما» توصیف کرد. در جریان بازدیدش از نیویورک که پس از تور کانادا اتفاق افتاد، او باغچه یادبودی برای قربانیان بریتانیایی حملات یازدهم سپتامبر افتتاح کرد. سفر یازده روزه الیزابت به استرالیا در اکتبر ۲۰۱۱، شانزدهمین حضور او در آن کشور از سال ۱۹۵۴ بود. در مه ۲۰۱۱، با دعوت رئیس‌جمهور ایرلند، مری مک‌آلیس، او وارد آن کشور شد و به اولین پادشاه یا ملکه بریتانیایی بدل گردید که از جمهوری ایرلند بازدید می‌کند.

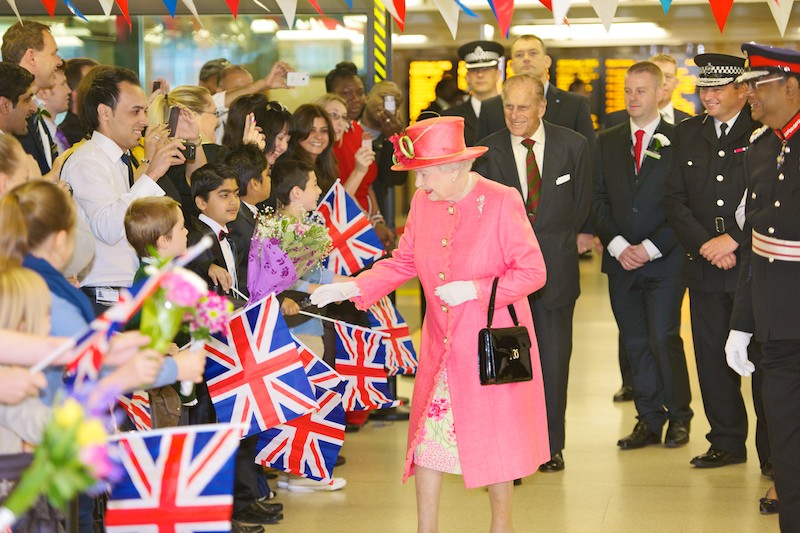
بازدید از بیرمنگهام در ژوئیه ۲۰۱۲، به عنوان بخشی از جوبیلی طلایی

جوبیلی الماسی (۶۰امین سال حکومت) ملکه در سال ۲۰۱۲ جشن گرفته شد و برنامه‌هایی در سراسر ممالک مشترک‌المنافع ترتیب داده شد. الیزابت در سالروز به سلطنت رسیدن خود پیامی منتشر ساخت:
در این سال خاص، حال که مجدداً خود را وقف خدمت به شما می‌کنم، امیدوارم قدرت با هم بودن و نیروی متحد کننده خانواده، دوستی و خوشرویی به همه ما یادآوری شود… همچنین امیدوارم جوبیلی امسال زمانی باشد که برای همه پیشرفت‌هایی که از ۱۹۵۲ اتفاق افتاده، شکرگزار باشیم و با ذهنی پاک و قلبی گرم به آینده چشم بدوزیم.
الیزابت و همسرش از سراسر بریتانیا بازدید کردند، درحالی که فرزندان و نوه‌هایش به جای او در تور سایر ممالک مشترک‌المنافع شرکت جستند. در ۴ ژوئن، مشعل‌های جوبیلی در سراسر جهان روشن شدند. در نوامبر، ملکه و همسرش سالگرد یاقوت کبود آبی (۶۵امین) ازدواجش را جشن گرفتند. در ۱۸ دسامبر، او به اولین پادشاه یا ملکه بریتانیایی تبدیل شد که از زمان جرج سوم (۱۷۸۱) در زمان صلح در یک نشست کابینه بریتانیا شرکت جسته‌است.

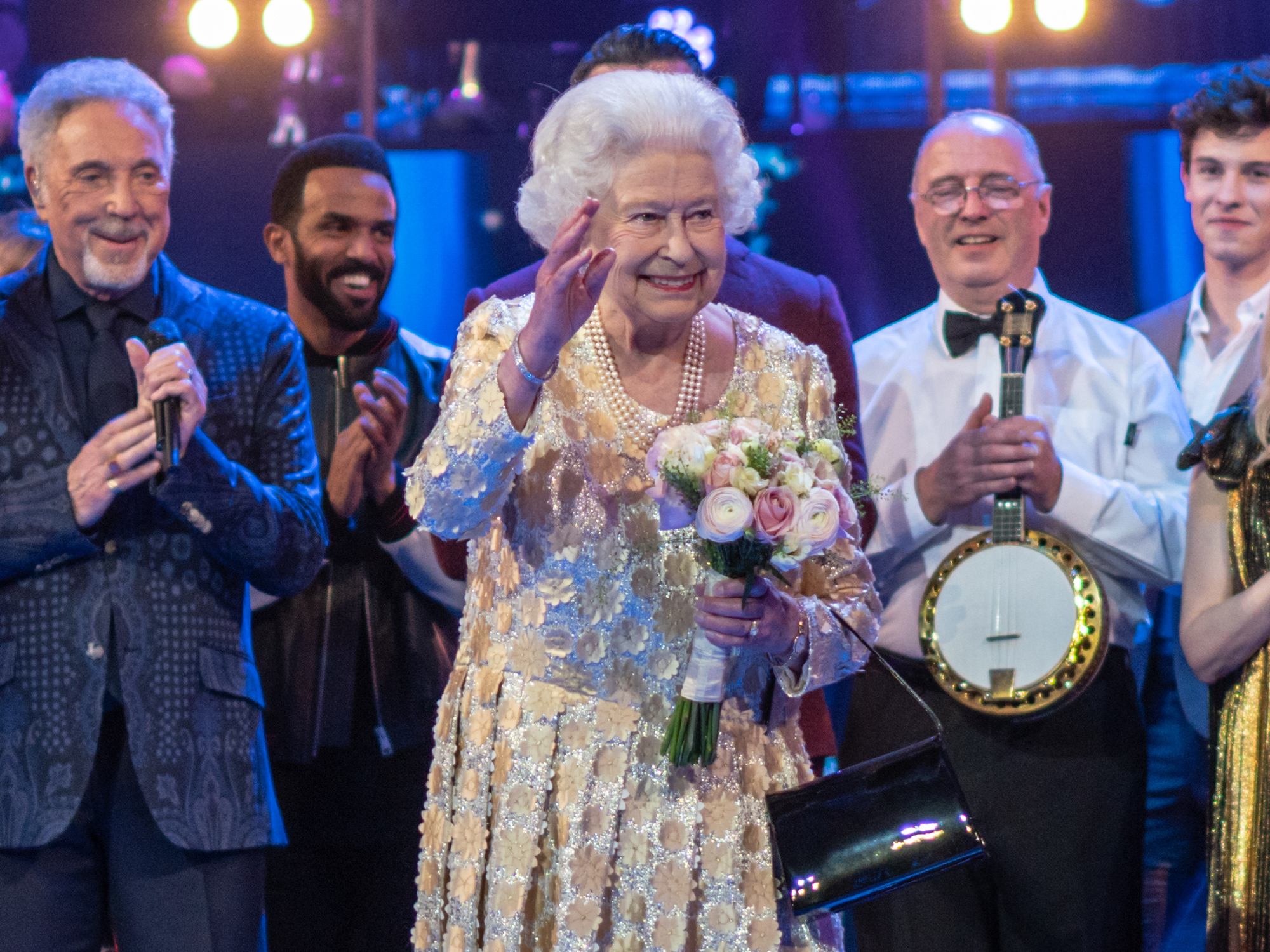
جشن تولد ملکه، ۲۰۱۸

الیزابت که پیش مسابقات المپیک تابستانی ۱۹۷۶ مونترآل را افتتاح کرده بود، در ۲۰۱۲ نیز مسابقات المپیک و پارالمپیک تابستانی لندن را افتتاح کرد؛ نتیجتاً به اولین رئیس کشوری تبدیل شد که ۲ المپیک را در ۲ کشور مختلف افتتاح می‌کند. برای افتتاحیه مسابقات المپیک لندن، او در نقش خودش فیلمی به نام خوشحال و شکوهمند در کنار دنیل گریک که نقش جیمز باند را داشت، ایفای نقش کرد. در ۴ آوریل ۲۰۱۳، او جایزه افتخاری بفتا را به خاطر حمایت از صنعت فیلم دریافت کرد و در مراسم او را با عنوان «به یادماندنی‌ترین باند گرل» توصیف کردند. در ۳ مارس ۲۰۱۳، الیزابت پس از بروز نشانه‌های گاستروانتریت جهت معاینه راهی بیمارستان شاه ادوارد هفتم شد. او روز بعد به کاخ باکینگهام بازگشت. یک هفته بعد، او منشور جدید اتحادیه ممالک مشترک‌المنافع را به امضا رساند. به دلیل کهولت سن و محدودیت سفر، او در ۲۰۱۳ برای اولین بار در ۴۰ سال گذشته در مراسم دوسالانه دیدار سران کشورهای مشترک‌المنافع شرکت نکرد و در عوض شاهزاده چارلز به نمایندگی از او در سری لانکا حضور یافت. وی در ماه مه ۲۰۱۸ یک عمل جراحی کاتاراکت را پشت سر گذاشت. در مارس ۲۰۱۹، دو ماه پس از تصادف همسرش، تصمیم گرفت دیگر در خیابان‌های عمومی رانندگی نکند.
در ۲۱ دسامبر ۲۰۰۷، ملکه الیزابت دوم از مادر پدر پدربزرگش، ملکه ویکتوریا، پیشی گرفت و پیرترین حاکم سلطنتی بریتانیایی شد. همچنین در ۹ سپتامبر ۲۰۱۵، مدت زمان حکومت او از همه پادشاهان و ملکه‌های بریتانیا، از همه ملکه‌های حاکم دنیا و همه رؤسای کشورهای دنیا گذر کرد. او از همه حاکمان سلطنتی کانادا در دوران امروزی (لوئی چهاردهم، پادشاه فرانسه، مدت بیشتری بر کانادا که آن زمان یک مستعمره بود، حکومت کرده‌است) مدت بیشتری حاکم آن کشور بوده‌است. با مرگ عبدالله بن عبدالعزیز آل سعود در ۲۳ ژانویه ۲۰۱۵، الیزابت پیرترین حاکم سلطنتی فعلی جهان شد. پس از مرگ بومیپول آدولیاده، پادشاه تایلند، در ۱۳ اکتبر ۲۰۱۶، ملکه الیزابت به پادشاه یا ملکه کنونی دنیا با بیشترین مدت حکومت تبدیل شد. استعفای رابرت موگابه در ۲۱ نوامبر ۲۰۱۷ باعث شد او به پیرترین رئیس کشور فعلی دنیا بدل گردد. وی در ۶ فوریه ۲۰۱۷، اولین پادشاه یا ملکه بریتانیایی شد که موفق به جشن گرفتن جوبیلی یاقوت کبود (۶۵امین) خود می‌شود، هرچند برنامه‌هایی برای آن ترتیب داده نشد. در ۲۰ نوامبر همان سال، سالگرد ازدواج پلاتینی (۷۰امین) خود را جشن گرفت. در اوت ۲۰۱۷، فیلیپ از وظایف رسمی خود به عنوان همسر ملکه استعفا داد و در ۹ آوریل ۲۰۲۱ در لندن درگذشت. در ۲۳ آوریل ۲۰۱۹، الیزابت با مرگ ژان، دوک اعظم لوکزامبورگ، به پیرترین پادشاه یا ملکه زنده دنیا (شامل آنان که برکنار شده‌اند یا استعفا داده‌اند) تبدیل شد.
ملکه تصمیمی برای کناره‌گیری نداشت، هرچند شاهزاده چارلز قرار بود با افزایش سن او که در ۲۰۲۰ نود و چهار ساله شد، وظایف سلطنتی بیشتری را برعهده بگیرد. در ۲۰ آوریل ۲۰۱۸، رؤسای اتحادیه کشورهای مشترک‌المنافع رسماً اعلام کردند که چارلز پس از ملکه به رهبر اتحادیه تبدیل خواهد شد. ملکه اعلام کرد که این آرزوی قلبی‌اش است که چارلز پس از او این نقش را برعهده بگیرد. از دهه ۱۹۶۰، دولت بریتانیا و سازمان‌های رسانه‌ای برنامه‌های لازم برای مرگ و خاکسپاری ملکه را تدارک دیده بودند.

## درگذشت
کاخ باکینگهام در ۸ سپتامبر ۲۰۲۲ پس از نگرانی پزشکان اعلام کرد که ملکه در قلعه بالمورال تحت نظارت پزشکی است: «پس از بررسی‌های بیشتر در صبح امروز، پزشکان ملکه نگران سلامت علیاحضرت بودند و توصیه کردند که او تحت نظارت پزشکی بماند.» چهار فرزند ملکه به همراه عروس‌ها و نوه‌هایش شاهزاده ویلیام و شاهزاده هری به بالمورال رفتند. خبر درگذشت ملکه عصر همان روز تأیید شد. رئیس کل ثبت احوال اسکاتلند با انتشار گواهی فوت ملکه در ۲۹ سپتامبر ۲۰۲۲ علت مرگ وی را کهولت سن اعلام کرد.

## چهره عمومی و شخصیت
از آنجا که الیزابت زیاد مصاحبه نمی‌کرد، اطلاعات کمی دربارهٔ احساسات شخصی‌اش وجود دارد. به عنوان یک حاکم مشروطه، او نظرات سیاسی خود را در ملاقات‌های عمومی ابراز نمی‌کرد. او فردی عمیقاً مذهبی بود، به وظایف مدنی‌اش اهمیت می‌داد و عهدنامه تاج‌گذاری خود را زیرپا نمی‌گذاشت. جدا از نقش دینی رسمی‌اش به عنوان رئیس عالی کلیسای انگلستان، او یکی از اعضای آن کلیسا بود و همین‌طور یکی از اعضای کلیسای اسکاتلند. او از پشتیبانی خود نسبت به روابط میان دینی سخن گفته‌است و ملاقات‌هایی با رهبران سایر کلیساها و ادیان داشته‌است، از جمله دیدار با پنج پاپ: پیوس دوازدهم، ژان بیست‌وسوم، ژان پل دوم، بندیکت شانزدهم و پاپ فرانسیس. اشاره‌ای به ایمان او معمولاً در پیام کریسمس او خطاب به ممالک مشترک‌المنافع وجود دارد. در سال ۲۰۰۰ او گفت:
برای بسیاری از ما، اعتقاداتمان اهمیتی اساسی دارد. برای من، آموزه‌های مسیح و مسئولیت شخصی‌ام برابر خدا چارچوبی فراهم می‌کند که تلاش می‌کنم مطابق آن زندگی‌ام را پیش ببرم. من، مانند بسیاری از شما، از سخنان و اعمال مسیح در لحظات سخت آرامش گرفته‌ام.

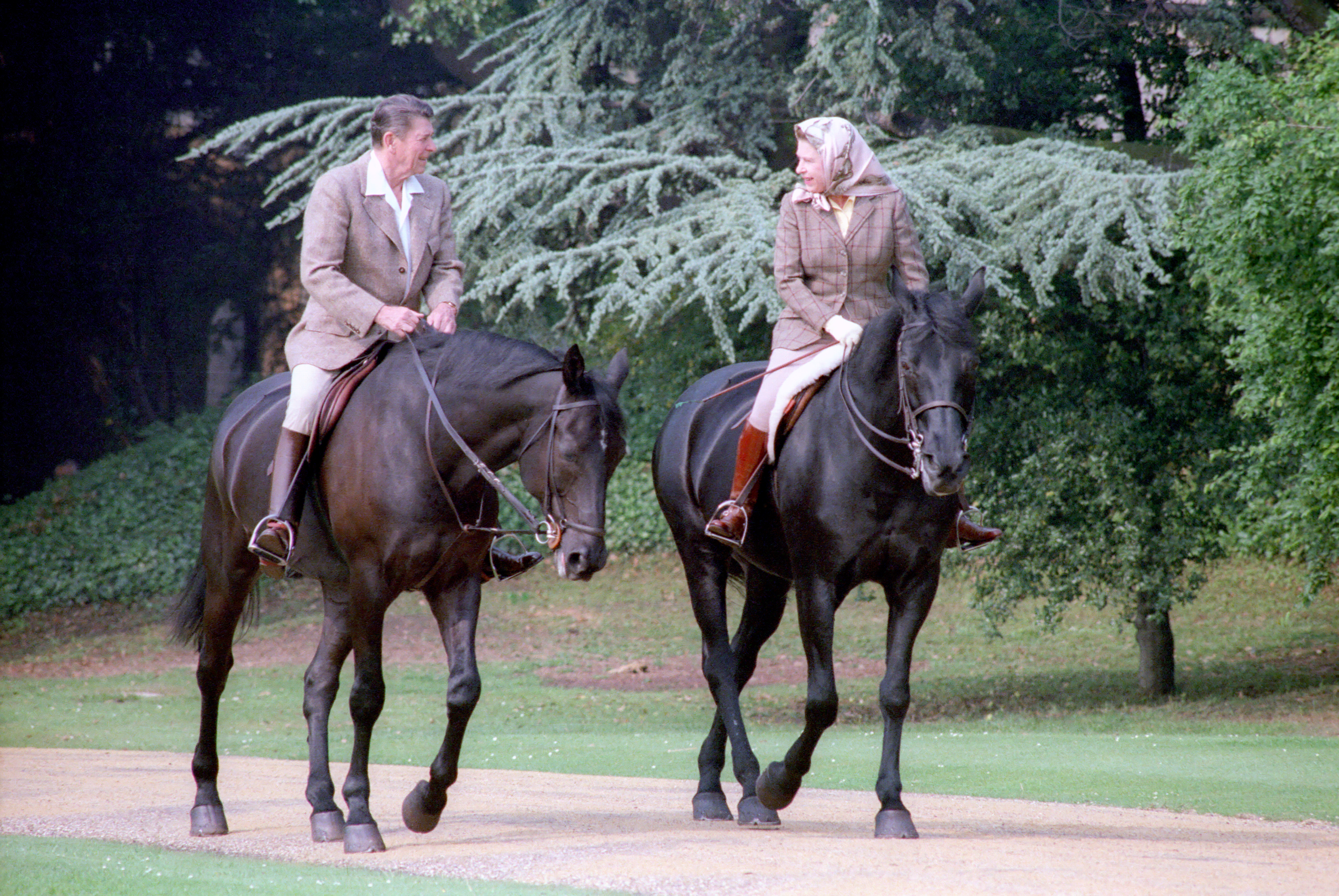
سوار بر اسب در کنار رونالد ریگان، ژوئن ۱۹۸۲

الیزابت پشتیبان ۶۰۰ سازمان و خیریه بود. تفریح او برای اوقات فراغت، سوارکاری و وقت‌گذاری با سگ‌هاست، به خصوص با ولش کورگی پمبروکها. علاقه او به این نوع سگ‌ها به سال ۱۹۳۳ بازمی‌گردد، زمانی که دوکی به اولین کورگی خانواده سلطنتی تبدیل شد. به دفعات تصاویری از زندگی خصوصی و غیررسمی او پخش شده‌است که او و خانواده‌اش را درحال خوردن غدا و سپس شستن ظرف‌ها نشان می‌دهد.
در دهه ۵۰، به عنوان یک زن جوان در آغاز سلطنتش، الیزابت چون ملکه‌های «محسور کننده داستان‌ها» به تصویر کشیده می‌شد. پس از جنگ جهانی دوم، آن زمان یک دوره امید، پیشرفت و دستاورد بود که آن را «عصر الیزابتی جدید» نام دادند. آن زمان منتقدانی مانند لرد آلترینکهام که سخنرانی‌های او را متعلق به یک «دختر مدرسه‌ای خودنما» توصیف کرده بود، اندک‌شمار بودند. در اواخر ۱۹۶۰، تلاش شد با مستندهایی نظیر خانواده سلطنتی که تفویض چارلز به عنوان شاهزاده ولز را نشان می‌داد از نظام سلطنت چهره‌ای مدرن‌تر به تصویر کشیده شود. در انظار عمومی، او معمولاً با پالتوهایی با رنگ‌های سنگین و کلاه‌های زینتی ظاهر می‌شود تا در میان جمعیت قابل تمایز باشد.
در جوبیلی نقره‌ایش در ۱۹۷۷، جمعیت به واقع برای دیدار او مشتاق بود اما در دهه ۱۹۸۰ با زیر ذره‌بین رسانه‌ها قرار گرفتن مشاغل فرزندانش انتقادات از خانواده سلطنتی افزایش پیدا کرد. در دهه ۱۹۹۰، محبوبیت او به پایین‌ترین حد خود رسید. تحت فشار عمومی، او برای اولین بار مجبور شد مالیات پرداخت کند و کاخ باکینگهام برای بازدید در معرض عموم قرار گرفت. نارضایتی از سلطنت با مرگ عروس سابقش دایانا به اوج خودش رسید. با این حال محبوبیت شخصی الیزابت و حمایت‌ها از سلطنت پس از سخنرانی تلویزیونی او، ۵ روز پس از مرگ دایانا، افزایش یافت.
در نوامبر ۱۹۹۹، رفراندومی در استرالیا برگزار شد که هدف آن تصمیم‌گیری دربارهٔ لغو یا ادامه پادشاهی استرالیا بود که نتیجه آن ادامه پادشاهی بود. نظرسنجی‌هایی در بریتانیا در ۲۰۰۶ و ۲۰۰۷ نشان داد که الیزابت از حمایت زیادی برخوردار است و در ۲۰۱۲، سال جوبیلی الماسی او، محبوبیتش به ۹۰ درصد رسید. در تووالو (۲۰۰۸) و سنت وینسنت و گرنادین‌ها (۲۰۰۹) هم همه‌پرسی‌هایی برگزار شد که شرکت‌کنندگان به لغو سلطنت و برقراری جمهوری رای منفی دادند.
پرتره برداری از الیزابت توسط هنرمندان مشهوری در زمینه‌های مختلفی در طول زندگی‌اش انجام شده‌است که این شامل نقاشی توسط پیترو آنیگونی، پیتر بلیک، چینوه چوکوگو-روی، ترنس کونئو، لوسین فروید، رولف هریس، دیمین هرست، ژولیت پانت و تای-شان اشیرندبرگ می‌شود. مهم‌ترین عکاسان الیزابت سیسیل بیتون، یوسف کارش، آنی لیبویتز، لرد لیچفیلد، تری اونیل، جان سوانل و دروتی ویلدینگ بوده‌اند. نخستین پرتره الیزابت در سال ۱۹۲۶ توسط مارکوس آدامز تهیه شد. پرتره الیزابت بر روی اسکناس‌های ۳۳ کشور مختلف نقش بسته و از این لحاظ ملکه الیزابت رکورددار است.

## ثروت
املاک سلطنتی، نام بنیادی است که برای ملکه درآمدزایی می‌کند. این بنیاد بیش از ۵۰۰ میلیون پوند املاک شخصی، سرمایه‌گذاری و درآمد ملکه بریتانیا را اداره می‌کند.
در مورد میزان ثروت شخصی الیزابت دوم، ملکه بریتانیا، سال‌ها حدس و گمان زده شده‌است. در سال ۲۰۱۱، ملکهٔ بریتانیا با ۳۰۰ میلیون پوند دارایی اثبات‌شده، در رده ۲۵۷ «فهرست ثروتمندترین‌های بریتانیا» قرار گرفت. مجله اقتصادی فوربز، در سال ۲۰۱۰، میزان ثروت شخصی الیزابت دوم را در حدود ۴۵۰ میلیون دلار آمریکا تخمین زده بود. در سال ۱۹۹۳، دفتر مخصوص ملکهٔ بریتانیا، در واکنش به اخبار و شایعاتی مبنی بر میزان دارایی‌های شخصی ملکه به میزان ۱۰۰ میلیون پوند استرلینگ، آن را «به شدت اغراق‌آمیز» توصیف کرد.
کلکسیون سلطنتی، که شامل جواهرات سلطنتی امپراتوری بریتانیا و آثار هنری برجسته‌ای است، جزو اموال شخصی ملکهٔ بریتانیا محسوب نمی‌شود و تنها در اختیار ملکه قرار دارند. همچنین کاخ‌های سلطنتی باکینگهام و قلعه وینزر، تنها در اختیار خانواده سلطنتی قرار دارند و مالکیت آن‌ها در اختیار خانواده سلطنتی و ملکه بریتانیا نیست. از دیگر اموال منقولی که تنها در اختیار خانواده سلطنتی قرار دارد، قلمرو دوک لنکستر است که در سال ۲۰۱۰، ارزش آن در حدود ۳۴۸ میلیون پوند استرلینگ تخمین زده شده‌بود.
گفته می‌شود که الیزابت دوم به اقامت در کاخ باکینگهام که اقامت‌گاه رسمی خانواده سلطنتی در شهر لندن است، چنان رغبتی ندارد و اقامت در قلعه وینزر را به مراتب ترجیح می‌دهد. کاخ ساندرینگهام و دژ بالمورال اقامت‌گاه‌های خصوصی و از اموال خانوادگی ملکه بریتانیا هستند. ملکه الیزابت دوم، مالک شخصی این دو کاخ است. درآمدهای حاصل از املاکی به ارزش بیش از ۶٫۶ میلیارد پوند استرلینگ، تحت قیومیت خانواده سلطنتی بریتانیا است، که در انگلستان به اصطلاح «املاک سلطنتی» نامیده می‌شود. ملکه بریتانیا حق فروش هیچ‌یک از آن املاک و مستغلات را ندارد و درآمد حاصل از آن‌ها نیز به خزانه بریتانیا جهت پرداخت حقوق کارمندان دولت، واریز می‌شود.

## عناوین و لقب‌ها
- ۲۱ آوریل ۱۹۲۶ — ۱۱ دسامبر ۱۹۳۶: والاحضرتِ همایونی شاهدخت الیزابت یورک
- ۱۱ دسامبر ۱۹۳۶ — ۲۰ نوامبر ۱۹۴۷: والاحضرتِ همایونی شاهدخت الیزابت
- ۲۰ نوامبر ۱۹۴۷ — ۶ فوریه ۱۹۵۲: والاحضرتِ همایونی شاهدخت الیزابت، دوشس ادینبرو
- ۶ فوریه ۱۹۵۲ — ۸ سپتامبر ۲۰۲۲: علیاحضرت ملکه

الیزابت عناوین و مناصب نظامی افتخاری زیادی را در کشورهای مشترک‌المنافع در اختیار دارد، اعطاکننده تعداد زیادی نشان در کشورهایش است و از سایر نقاط جهان افتخارات و جوایزی را دریافت کرده‌است. او در هر کدام از کشورهایش با یک عنوان خطاب می‌شود که از فرمول خاصی پیروی می‌کند: به عنوان مثال در جامایکا او را ملکه جامایکا و سایر ممالک و قلمروهایش خطاب می‌کنند. در جزایر مانش و جزیره من که وابسته به تاج‌وتخت هستند و نه کشورهای جداگانه، او را دوک نورماندی و لرد من خطاب می‌کنند. عناوین دیگر شامل مدافع ایمان، و دوک لنکستر است. رسم است که در آغاز گفتگو او را «علیاحضرت» و در ادامه «خانم» خطاب می‌کنند.

## فرزندان
| نام                         | تولد           | ازدواج                               | ازدواج             | فرزندان                | نوه‌ها                                  |
| نام                         | تولد           | تاریخ                                | همسر               | فرزندان                | نوه‌ها                                  |
| --------------------------- | -------------- | ------------------------------------ | ------------------ | ---------------------- | -------------------------------------- |
| چارلز سوم                   | ۱۴ نوامبر ۱۹۴۸ | ۲۹ ژوئیه ۱۹۸۱ طلاق در ۲۸ اوت ۱۹۹۶    | دایانا، شاهدخت ولز | ویلیام، شاهزاده ولز    | شاهزاده جرج شاهدخت شارلوت شاهزاده لویی |
| چارلز سوم                   | ۱۴ نوامبر ۱۹۴۸ | ۲۹ ژوئیه ۱۹۸۱ طلاق در ۲۸ اوت ۱۹۹۶    | دایانا، شاهدخت ولز | شاهزاده هری، دوک ساسکس | شاهزاده آرچی شاهدخت لیلیبت             |
| چارلز سوم                   | ۱۴ نوامبر ۱۹۴۸ | ۹ آوریل ۲۰۰۵                         | ملکه کامیلا        | ن/م                    | ن/م                                    |
| شاهدخت آن                   | ۱۵ اوت ۱۹۵۰    | ۱۴ نوامبر ۱۹۷۳ طلاق در ۲۸ آوریل ۱۹۹۲ | مارک فیلیپس        | پیتر فیلیپس            | ساوانا فیلیپس آیلا فیلیپس              |
| شاهدخت آن                   | ۱۵ اوت ۱۹۵۰    | ۱۴ نوامبر ۱۹۷۳ طلاق در ۲۸ آوریل ۱۹۹۲ | مارک فیلیپس        | زارا تیندال            | مایا تیندال لنا تیندال لوکاس تیندال    |
| شاهدخت آن                   | ۱۵ اوت ۱۹۵۰    | ۱۲ دسامبر ۱۹۹۲                       | تیموتی لورنس       | ن/م                    | ن/م                                    |
| شاهزاده اندرو، دوک یورک     | ۱۹ فوریه ۱۹۶۰  | ۲۳ ژوئیه ۱۹۸۶ طلاق در ۳۰ مه ۱۹۹۶     | سارا، دوشس یورک    | شاهدخت بئاتریس         | سی‌یِنا ماپلی موزی آتینا ماپلی موزی      |
| شاهزاده اندرو، دوک یورک     | ۱۹ فوریه ۱۹۶۰  | ۲۳ ژوئیه ۱۹۸۶ طلاق در ۳۰ مه ۱۹۹۶     | سارا، دوشس یورک    | شاهدخت یوژنی           | آگست بروکسبنک ارنست بروکسبنک           |
| شاهزاده ادوارد، دوک ادینبرو | ۱۰ ژوئیه ۱۹۶۴  | ۱۹ ژوئن ۱۹۹۹                         | سوفی، دوشس ادینبرو | لیدی لوئیز وینزر       | ن/م                                    |
| شاهزاده ادوارد، دوک ادینبرو | ۱۰ ژوئیه ۱۹۶۴  | ۱۹ ژوئن ۱۹۹۹                         | سوفی، دوشس ادینبرو | جیمز، ارل وسکس         | ن/م                                    |

تاریخچه نام خانوادگی نسل بعد از الیزابت دوم: مونتباتن وینزر

## اجداد و گاه‌شمار
| \| \| \| \| \| \| \| \| \| \| \| ۸. ادوارد هفتم \| \| \| \| \| \| \| \| \| \| \| \| \| \| \| \| \| \| \| \| \| \| \| \| \| \| \| \| \| \| \| \| \| \| \| \| \| \| \| \| \| \| \| \| \| \| \| \| \| \| \| ۴. جرج پنجم \| \| \| \| \| \| \| \| \| \| \| \| \| \| \| \| \| \| \| \| \| \| \| \| \| \| \| \| \| \| \| \| \| \| \| \| \| \| \| \| \| \| \| \| \| \| \| \| \| \| \| \| \| \| \| \| \| \| \| \| ۹. الکساندرای دانمارک \| \| \| \| \| \| \| \| \| \| \| \| \| \| \| \| \| \| \| \| \| \| \| \| \| \| \| \| \| \| \| \| \| \| \| \| \| \| \| \| \| \| \| \| \| \| \| \| \| \| \| \| \| \| \| \| \| \| \| \| ۲. جرج ششم \| \| \| \| \| \| \| \| \| \| \| \| \| \| \| \| \| \| \| \| \| \| \| \| \| \| \| \| \| \| \| \| \| \| \| \| \| \| \| \| \| \| \| \| \| \| \| \| \| \| \| \| \| \| \| \| \| \| \| \| ۱۰. فرانسیس، دوک تک \| \| \| \| \| \| \| \| \| \| \| \| \| \| \| \| \| \| \| \| \| \| \| \| \| \| \| \| \| \| \| \| \| \| \| \| \| \| \| \| \| \| \| \| \| \| \| \| \| \| \| \| \| \| \| \| \| \| \| \| ۵. ماری تک \| \| \| \| \| \| \| \| \| \| \| \| \| \| \| \| \| \| \| \| \| \| \| \| \| \| \| \| \| \| \| \| \| \| \| \| \| \| \| \| \| \| \| \| \| \| \| \| \| \| \| \| \| \| \| \| \| \| \| \| ۱۱. پرنسس مری آدلاید \| \| \| \| \| \| \| \| \| \| \| \| \| \| \| \| \| \| \| \| \| \| \| \| \| \| \| \| \| \| \| \| \| \| \| \| \| \| \| \| \| \| \| \| \| \| \| \| \| \| \| \| \| \| \| \| \| \| \| \| ۱. الیزابت دوم \| \| \| \| \| \| \| \| \| \| \| \| \| \| \| \| \| \| \| \| \| \| \| \| \| \| \| \| \| \| \| \| \| \| \| \| \| \| \| \| \| \| \| \| \| \| \| \| \| \| \| \| \| \| \| \| \| \| \| \| ۱۲. کلود بووز-لیون، سیزدهمین ارل استراثمور و کینگهورن \| \| \| \| \| \| \| \| \| \| \| \| \| \| \| \| \| \| \| \| \| \| \| \| \| \| \| \| \| \| \| \| \| \| \| \| \| \| \| \| \| \| \| \| \| \| \| \| \| \| \| \| \| \| \| \| \| \| \| \| ۶. کلود بووز-لیون، چهاردهمین ارل استراثمور و کینگهورن \| \| \| \| \| \| \| \| \| \| \| \| \| \| \| \| \| \| \| \| \| \| \| \| \| \| \| \| \| \| \| \| \| \| \| \| \| \| \| \| \| \| \| \| \| \| \| \| \| \| \| \| \| \| \| \| \| \| \| \| ۱۳. فرانسس دورا اسمیت \| \| \| \| \| \| \| \| \| \| \| \| \| \| \| \| \| \| \| \| \| \| \| \| \| \| \| \| \| \| \| \| \| \| \| \| \| \| \| \| \| \| \| \| \| \| \| \| \| \| \| \| \| \| \| \| \| \| \| \| ۳. الیزابت، شهبانوی مادر \| \| \| \| \| \| \| \| \| \| \| \| \| \| \| \| \| \| \| \| \| \| \| \| \| \| \| \| \| \| \| \| \| \| \| \| \| \| \| \| \| \| \| \| \| \| \| \| \| \| \| \| \| \| \| \| \| \| \| \| ۱۴. چارلز کاوندیش-بنتینک \| \| \| \| \| \| \| \| \| \| \| \| \| \| \| \| \| \| \| \| \| \| \| \| \| \| \| \| \| \| \| \| \| \| \| \| \| \| \| \| \| \| \| \| \| \| \| \| \| \| \| \| \| \| \| \| \| \| \| \| 7. سسیلیا کاوندیش بنتینک \| \| \| \| \| \| \| \| \| \| \| \| \| \| \| \| \| \| \| \| \| \| \| \| \| \| \| \| \| \| \| \| \| \| \| \| \| \| \| \| \| \| \| \| \| \| \| \| \| \| \| \| \| \| \| \| \| \| \| \| ۱۵. کارولین لوئیزا برنبی \| \| \| \| \| \| \| \| \| \| \| \| \| \| \| \| \| \| \| \| \| \| \| \| \| \| \| \| \| \| \| \| \| \| \| \| \| \| \| \| \| \| \| |                                                       |  |  |  |  |  |  |  |  |                |  |  |  |
| |                                                       |  |  |  |  |  |  |  |  | ۸. ادوارد هفتم |  |  |  |
| |                                                       |  |  |  |  |  |  |  |  |                |  |  |  |
| |                                                       |  |  |  |  |  |  |  |  |                |  |  |  |
| |                                                       |  |  |  |  |  |  |  |  |                |  |  |  |
| | ۴. جرج پنجم                                           |  |  |  |  |  |  |  |  |                |  |  |  |
| |                                                       |  |  |  |  |  |  |  |  |                |  |  |  |
| |                                                       |  |  |  |  |  |  |  |  |                |  |  |  |
| |                                                       |  |  |  |  |  |  |  |  |                |  |  |  |
| | ۹. الکساندرای دانمارک                                 |  |  |  |  |  |  |  |  |                |  |  |  |
| |                                                       |  |  |  |  |  |  |  |  |                |  |  |  |
| |                                                       |  |  |  |  |  |  |  |  |                |  |  |  |
| |                                                       |  |  |  |  |  |  |  |  |                |  |  |  |
| | ۲. جرج ششم                                            |  |  |  |  |  |  |  |  |                |  |  |  |
| |                                                       |  |  |  |  |  |  |  |  |                |  |  |  |
| |                                                       |  |  |  |  |  |  |  |  |                |  |  |  |
| |                                                       |  |  |  |  |  |  |  |  |                |  |  |  |
| | ۱۰. فرانسیس، دوک تک                                   |  |  |  |  |  |  |  |  |                |  |  |  |
| |                                                       |  |  |  |  |  |  |  |  |                |  |  |  |
| |                                                       |  |  |  |  |  |  |  |  |                |  |  |  |
| |                                                       |  |  |  |  |  |  |  |  |                |  |  |  |
| | ۵. ماری تک                                            |  |  |  |  |  |  |  |  |                |  |  |  |
| |                                                       |  |  |  |  |  |  |  |  |                |  |  |  |
| |                                                       |  |  |  |  |  |  |  |  |                |  |  |  |
| |                                                       |  |  |  |  |  |  |  |  |                |  |  |  |
| | ۱۱. پرنسس مری آدلاید                                  |  |  |  |  |  |  |  |  |                |  |  |  |
| |                                                       |  |  |  |  |  |  |  |  |                |  |  |  |
| |                                                       |  |  |  |  |  |  |  |  |                |  |  |  |
| |                                                       |  |  |  |  |  |  |  |  |                |  |  |  |
| | ۱. الیزابت دوم                                        |  |  |  |  |  |  |  |  |                |  |  |  |
| |                                                       |  |  |  |  |  |  |  |  |                |  |  |  |
| |                                                       |  |  |  |  |  |  |  |  |                |  |  |  |
| |                                                       |  |  |  |  |  |  |  |  |                |  |  |  |
| | ۱۲. کلود بووز-لیون، سیزدهمین ارل استراثمور و کینگهورن |  |  |  |  |  |  |  |  |                |  |  |  |
| |                                                       |  |  |  |  |  |  |  |  |                |  |  |  |
| |                                                       |  |  |  |  |  |  |  |  |                |  |  |  |
| |                                                       |  |  |  |  |  |  |  |  |                |  |  |  |
| | ۶. کلود بووز-لیون، چهاردهمین ارل استراثمور و کینگهورن |  |  |  |  |  |  |  |  |                |  |  |  |
| |                                                       |  |  |  |  |  |  |  |  |                |  |  |  |
| |                                                       |  |  |  |  |  |  |  |  |                |  |  |  |
| |                                                       |  |  |  |  |  |  |  |  |                |  |  |  |
| | ۱۳. فرانسس دورا اسمیت                                 |  |  |  |  |  |  |  |  |                |  |  |  |
| |                                                       |  |  |  |  |  |  |  |  |                |  |  |  |
| |                                                       |  |  |  |  |  |  |  |  |                |  |  |  |
| |                                                       |  |  |  |  |  |  |  |  |                |  |  |  |
| | ۳. الیزابت، شهبانوی مادر                              |  |  |  |  |  |  |  |  |                |  |  |  |
| |                                                       |  |  |  |  |  |  |  |  |                |  |  |  |
| |                                                       |  |  |  |  |  |  |  |  |                |  |  |  |
| |                                                       |  |  |  |  |  |  |  |  |                |  |  |  |
| | ۱۴. چارلز کاوندیش-بنتینک                              |  |  |  |  |  |  |  |  |                |  |  |  |
| |                                                       |  |  |  |  |  |  |  |  |                |  |  |  |
| |                                                       |  |  |  |  |  |  |  |  |                |  |  |  |
| |                                                       |  |  |  |  |  |  |  |  |                |  |  |  |
| | 7. سسیلیا کاوندیش بنتینک                              |  |  |  |  |  |  |  |  |                |  |  |  |
| |                                                       |  |  |  |  |  |  |  |  |                |  |  |  |
| |                                                       |  |  |  |  |  |  |  |  |                |  |  |  |
| |                                                       |  |  |  |  |  |  |  |  |                |  |  |  |
| | ۱۵. کارولین لوئیزا برنبی                              |  |  |  |  |  |  |  |  |                |  |  |  |
| |                                                       |  |  |  |  |  |  |  |  |                |  |  |  |
| |                                                       |  |  |  |  |  |  |  |  |                |  |  |  |

## واژه‌نامه
1. ↑  Lilibet
2. ↑  Auxiliary Territorial Service
3. ↑  Gorsedd
4. ↑  Burmese
5. ↑  Michael Fagan